# Jérôme de Stridon
Vous lisez un « article de qualité » labellisé en 2011.
Pour les articles homonymes, voir Saint-Jérôme (homonymie) et Jérôme.
Jérôme de Stridon ou saint Jérôme (en latin : Eusebius Sophronius Hieronymus Stridonensis ; en grec ancien : Εὐσέβιος Σωφρόνιος Ἱερώνυμος), né vers 347 à Stridon, à la frontière entre la Pannonie et la Dalmatie (en actuelle Slovénie ou Croatie), et mort le 30 septembre 420 à Bethléem, est un moine, traducteur de la Bible, et à la fois l'un des quatre pères de l'Église latine et Docteur de l'Église avec Ambroise de Milan, Augustin d'Hippone et Grégoire Ier.
En 383, le pape Damase Ier le choisit comme secrétaire et lui demande de traduire les quatre évangiles en latin. La marque de confiance que le pape lui avait accordée à cette occasion explique que la tradition et l'iconographie lui reconnaissent la qualité de cardinal, bien que l'institution cardinalice n'ait pas encore reçu, à l'époque, la définition précise que lui conférera au XIe siècle la réforme grégorienne.
À la mort du pape en décembre 384, il doit quitter Rome et retourne en Palestine en compagnie de Paula, noble romaine. Ils fondent un monastère double à Bethléem. Durant les 34 dernières années de sa vie, Jérôme se consacre à la composition d'un texte latin de l'Ancien et du Nouveau Testament, qui soit plus fidèle aux manuscrits originaux grecs et hébreux. Concurremment il rédige ses commentaires sur la Bible.
Il meurt en 420 et ses restes sont d'abord enterrés à Jérusalem puis auraient été transférés à la basilique Sainte-Marie-Majeure, l'une des quatre grandes basiliques de Rome.
Les catholiques le considèrent comme l'un des pères de l'Église et, avec les orthodoxes, le vénèrent comme saint. Depuis Boniface VIII, en 1298, il est qualifié de Docteur de l'Église.
Sa traduction de la Bible constitue la pièce maîtresse de la Vulgate, traduction latine officiellement reconnue par l'Église catholique. Il est considéré comme le patron des traducteurs en raison de sa révision critique du texte de la Bible en latin qui a été utilisée jusqu'au XXe siècle comme texte officiel de la Bible en Occident.

## Biographie

### Enfance

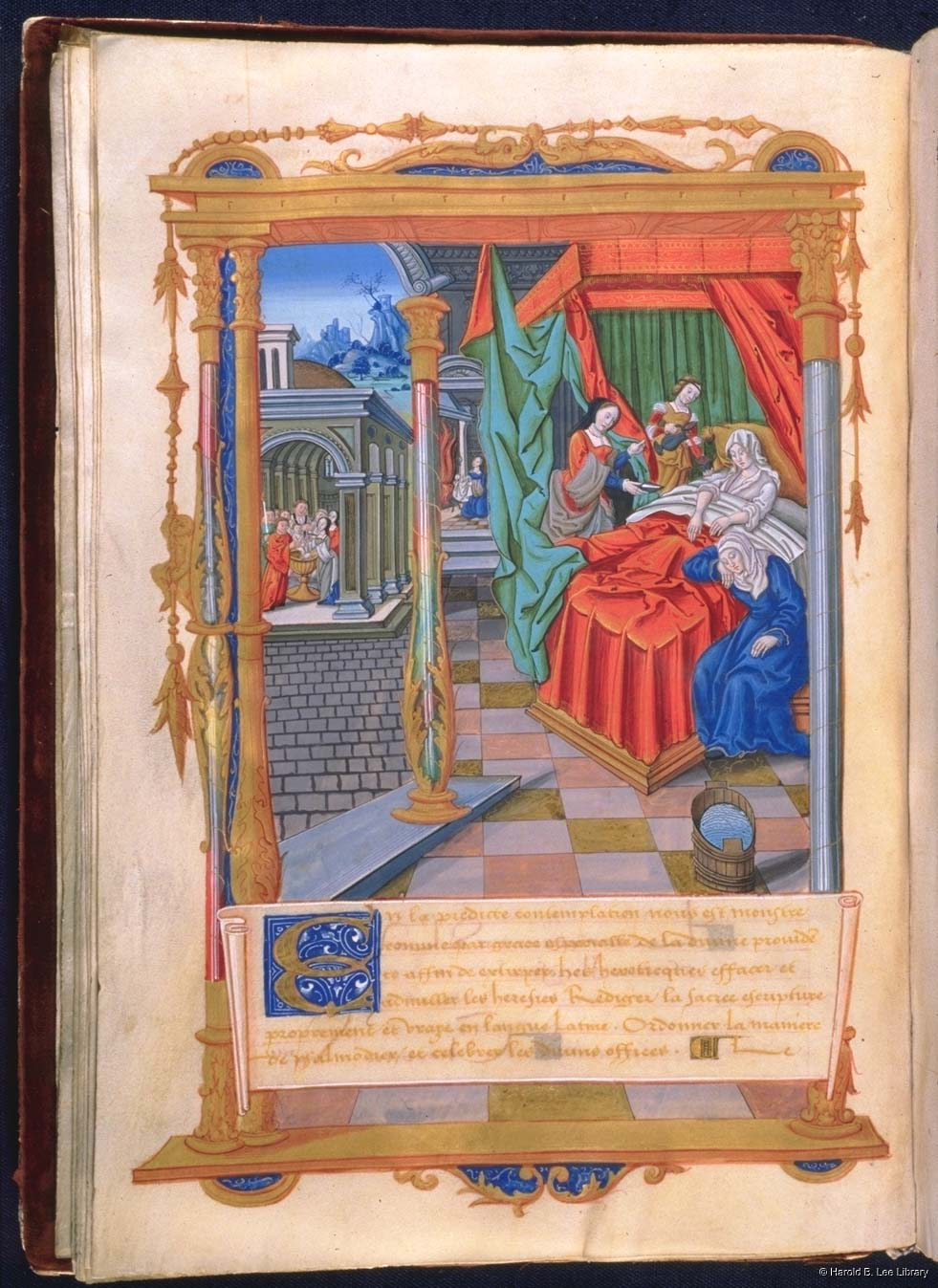
Naissance et baptême de saint Jérôme. Miniature d'Étienne Colaud extraite d'une Vie de saint Jérôme, vers 1520-1525, bibliothèque de l'université Brigham Young.

Jérôme naît à Stridon au milieu du IVe siècle. La date exacte de sa naissance n'est pas connue, mais les éléments qu'il donne (il est encore enfant à la mort de Julien), permettent de la situer vers l'année 347,,. Ses parents sont chrétiens et d'un milieu aisé, ils possèdent un domaine,. Conformément aux usages de l'époque, il n'est pas baptisé mais est inscrit en tant que catéchumène.
Il part vers l'âge de douze ans pour Rome afin de poursuivre ses études,. Il est accompagné de son ami Bonosus et se lie d'amitié à Rome avec Rufin d'Aquilée et Héliodore d'Altino,. Il étudie auprès d'Ælius Donat la grammaire, l'astronomie et la littérature païenne, dont Virgile, Cicéron, et fréquente le théâtre, le cirque romain. Vers l'âge de seize ans, il suit les cours de rhétorique et de philosophie auprès d'un rhéteur, ainsi que de grec.
Il demande le baptême vers 366. Après quelques années à Rome, il se rend avec Bonosus en Gaule vers 367, et s'installe à Trèves, « sur la rive à moitié barbare du Rhin »,. C'est là qu'il entame son parcours théologique et recopie, pour son ami Rufin, le commentaire d'Hilaire de Poitiers sur les Psaumes, et le traité De synodis et où il découvre le monachisme naissant. Il séjourne ensuite pendant quelque temps, peut-être plusieurs années, avec Rufin et Chromace d'Aquilée, dans une communauté cénobitique,. C'est à ce moment qu'il rompt les relations avec sa famille, et qu'il affirme sa volonté d'être consacré à Dieu.

### Premières expériences monastiques
À Antioche, deux de ses compagnons meurent, et lui-même tombe malade plusieurs fois. Au cours de l'une de ces maladies (hiver 373-374), il fait un rêve qui le détourne des études profanes et l'engage à se consacrer à Dieu. Dans ce rêve, qu'il raconte dans l'une de ses lettres, il lui est reproché d'être « cicéronien, et non pas chrétien »,. À la suite de ce rêve, il semble avoir renoncé pendant une longue durée à l'étude des classiques profanes et s'être plongé dans celle de la Bible sous l'impulsion d'Apollinaire de Laodicée. Il enseigne ensuite à Antioche auprès d'un groupe de femmes, étant sans doute disciple d'Évagre le Pontique. Il étudie aussi les écrits de Tertullien, Cyprien de Carthage et Hilaire de Poitiers,.

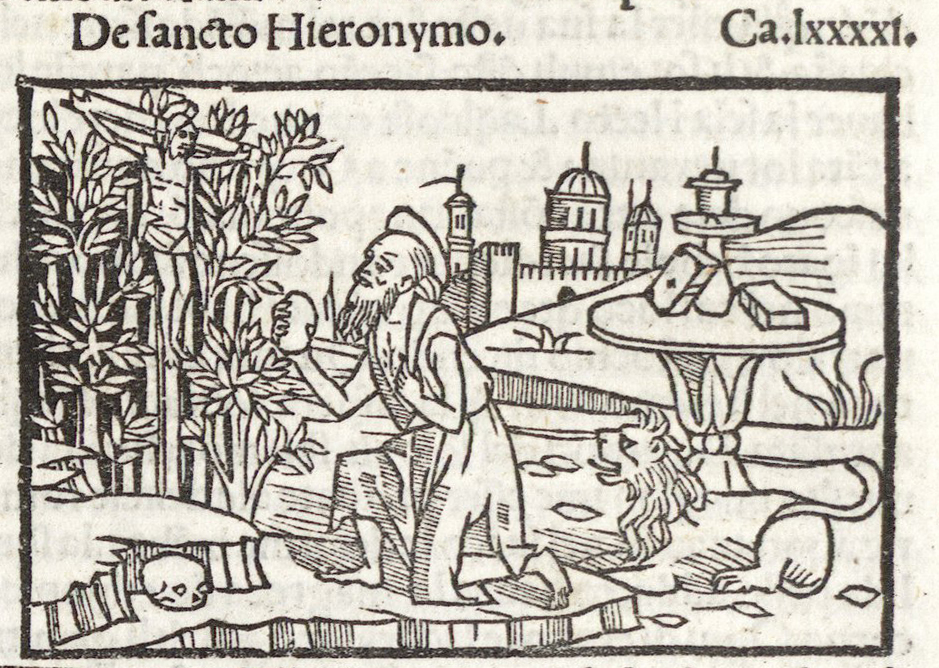
Jérôme dans La Légende dorée (1497).

Désirant intensément vivre en ascète et faire pénitence, il s'installe en 375 dans le désert de Chalcis de Syrie, au sud-ouest d'Antioche, connu sous le nom de « Thébaïde de Syrie ». Il y passe quelque temps en raison du grand nombre d'ermites qui y vivent. La période au désert et la vie érémitique de Jérôme fut assez difficile, notamment du fait des jeûnes et de sa santé fragile : « Les jeûnes avaient pâli mon visage, mais les désirs enflammaient mon esprit dans mon corps glacé et devant le pauvre homme que j'étais, chair à moitié morte, seuls bouillonnaient les incendies des voluptés ». Il est en relation à cette époque avec les chrétiens d'Antioche, et semble avoir commencé alors à s'intéresser à l'Évangile des Hébreux, qui est, selon les gens d'Antioche, la source de l'Évangile selon Matthieu. C'est à cette époque qu'il fait ses premiers commentaires bibliques en commençant par le plus petit livre de la Bible, le livre d'Abdias. Il profite de ce temps pour apprendre l'hébreu avec l'aide d'un juif,,. Il traduit alors l'Évangile des Nazaréens, qu'il considère un temps comme l'original de l'Évangile de Matthieu. C'est à partir de cette période que Jérôme commence sa correspondance épistolaire, qu'il continue tout au long de sa vie.
À son retour à Antioche, en 378 ou 379, il est ordonné par l'évêque Paulin. Peu de temps après, il part à Constantinople pour continuer ses études des Écritures sous l'égide de Grégoire de Nazianze, mais aussi pour éviter les querelles théologiques entre les partisans de Nicée et les ariens,. Il y reste deux ans et suit les cours de Grégoire de Nazianze qu'il décrit comme son précepteur,. C'est à cette période qu'il découvre Origène et qu'il commence à développer une exégèse (étude de la Bible) en comparant les interprétations latines, grecques et hébraïques de la Bible,. Il traduit en latin et complète les tables chronologiques de la Chronique d'Eusèbe de Césarée, histoire universelle d'Abraham à Constantin.

### Jérôme au service du pape

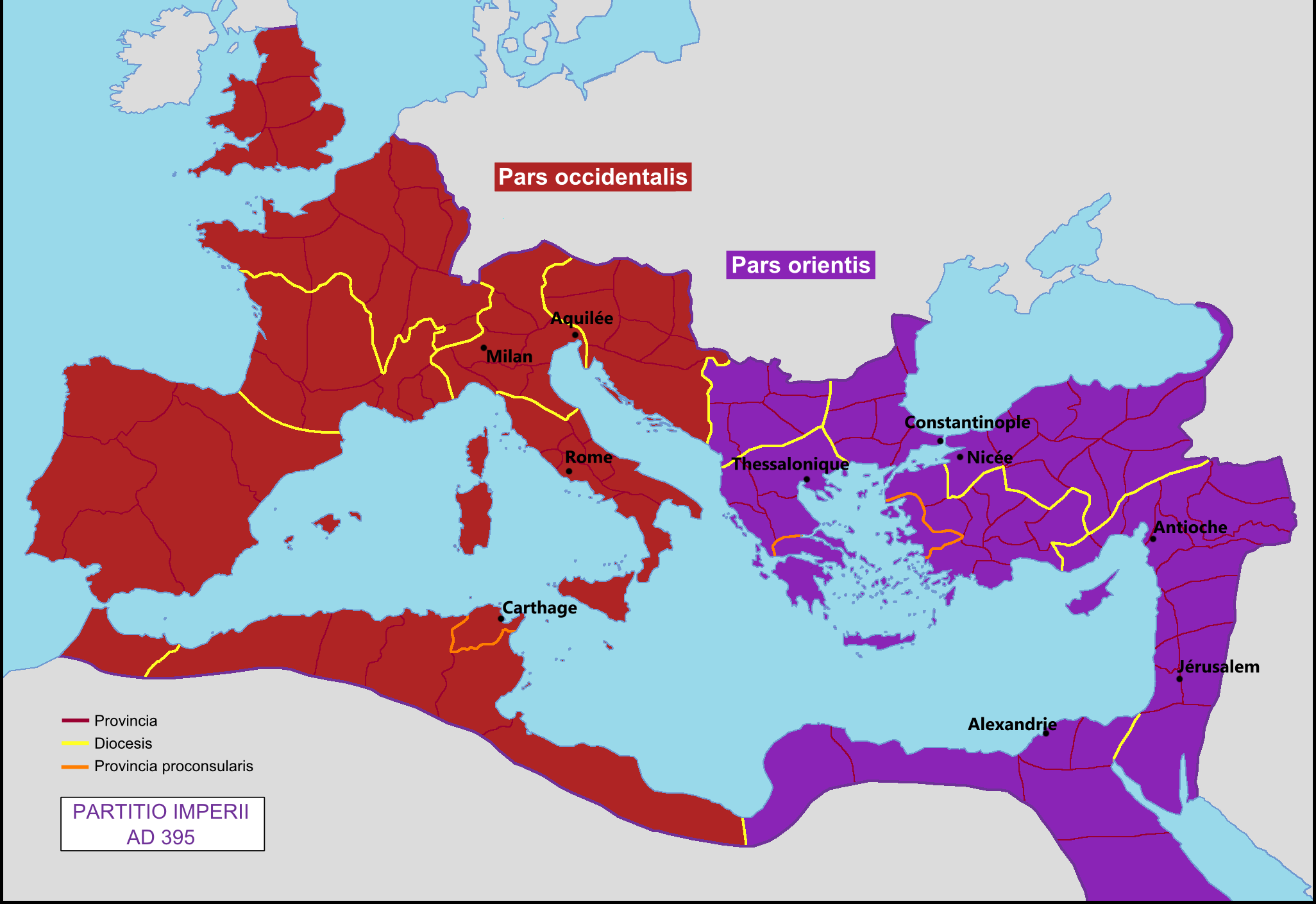
Empire romain vers 395 avec centres chrétiens contemporains de l'épiscopat de Damase Ier.

En 382, il revient à Rome pour trois ans. Il est en contact direct avec le pape Damase Ier et les principaux responsables de l'Église de Rome. Son retour à Rome est sans doute dû aux conflits issus du concile de Constantinople ; il rencontre Paulin qui l'a invité à Rome pour être interprète,. Il est invité au concile de Rome de 382, qui est convoqué pour mettre fin à la séparation d'une partie de l'Église d'Antioche. Jérôme, qui parle grec et latin, se rend indispensable auprès du pape Damase Ier par ses traductions et sa connaissance biblique. Il devient un secrétaire occasionnel du pape et le conseille lors de consultations synodales,,.
En plus de l'aide occasionnelle donnée au pape Damase, Jérôme répond à ses demandes d'explications sur des termes de la Bible en utilisant les versions grecques et hébraïques,,. Ses traductions et ses interprétations cherchent à intégrer les aspects historiques de l'Écriture sacrée.
À la demande privée du pape Damase, il révise une traduction latine des quatre Évangiles en les comparant au grec, afin de mettre fin aux divergences des traductions latines de ces textes qui circulent en Occident (connus sous le nom de Vetus Latina),. Il révise aussi une traduction latine des Psaumes,. Il traduit à la demande de Damase Les commentaires sur le Cantique des cantiques d'Origène, ainsi que le traité Sur le Saint Esprit de Didyme l'Aveugle,,.

Jérôme exerce une influence non négligeable au cours de ces trois années passées à Rome, notamment par son zèle à prôner l'ascétisme. Il s'entoure d'un cercle de femmes de la noblesse, dont certaines sont issues des plus anciennes familles patriciennes, comme les veuves Marcella et Paula, et leurs filles Blaesilla et Eustochium,. Il prend parti pour la possibilité d'être une femme consacrée en défendant la virginité, dans la célèbre lettre 22, rédigée en 384, destinée à Eustochium, surnommée Sur la virginité à conserver. Il met en garde Eustochium contre les dangers de l'adolescence, lui recommandant d'éviter le vin : 
« Vin et jeunesse : double fournaise de volupté. Pourquoi jeter de l'huile sur le feu ? Pourquoi à ce jeune corps ardent fournir l'aliment de ses flammes ? », encourageant la virginité : « Rien n'est dur à qui aime ; à qui désire, nul effort n'est difficile […] chaque fois que dans le monde tu remarqueras quelque objet fastueux, émigre en ton esprit au paradis : commence d'être ici-bas ce que tu seras là-haut ». Cette lettre connaît une diffusion importante à Rome et contribue à développer une certaine opposition au sein du clergé romain.

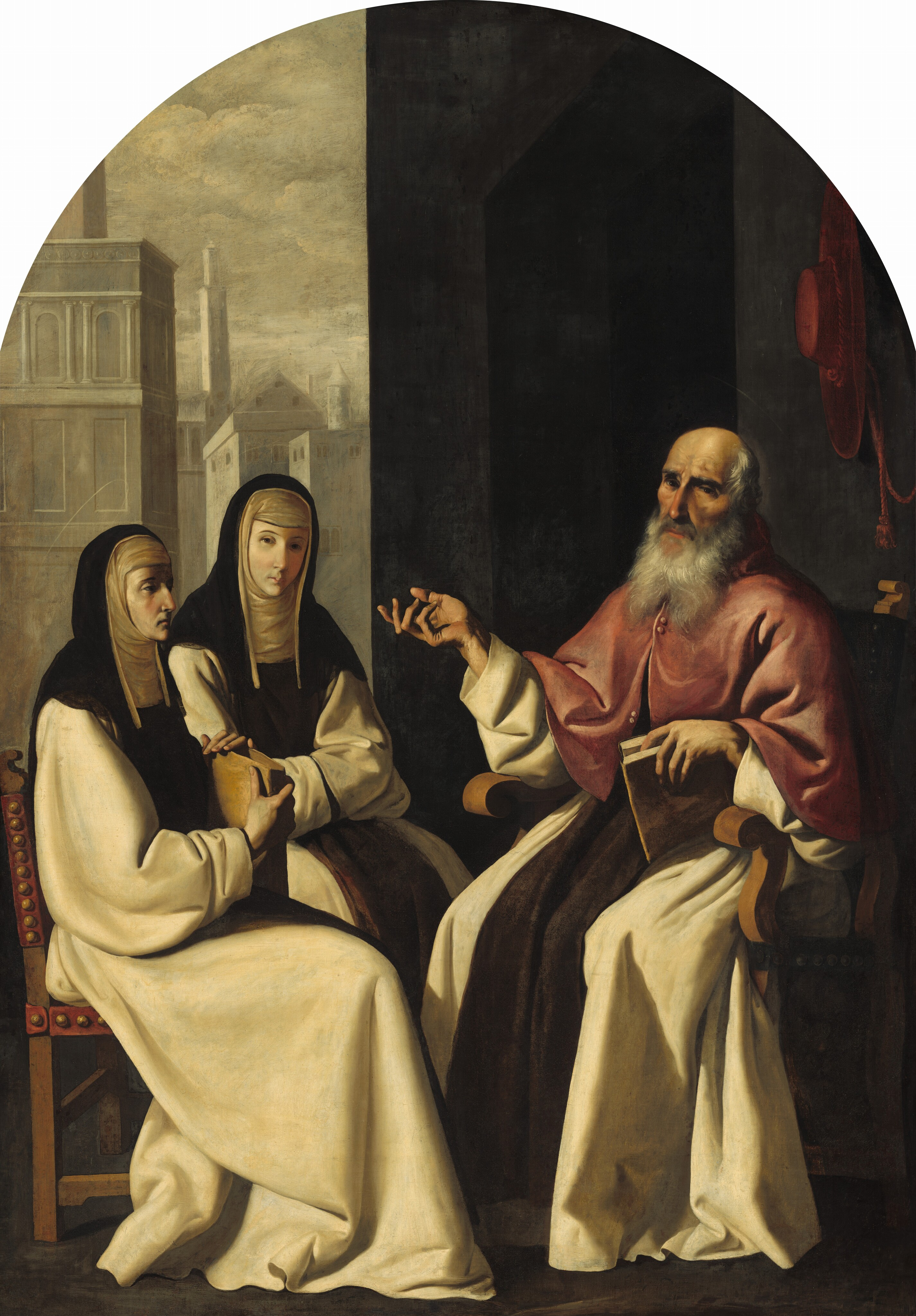
Paula avec sa fille sainte Eustochium et saint Jérôme, peinture de Francisco de Zurbarán.

Jérôme fait la critique du clergé régulier, il critique la cupidité des évêques et des prêtres. De plus, il critique le paganisme qui reste présent à Rome au sein du clergé romain, qui y préserve des cultes païens. Les critiques ouvertes de Jérôme contribuent à faire naître une hostilité croissante à son égard de la part du clergé et de ses partisans,,.
Peu de temps après la mort de son protecteur Damase, le 11 décembre 384, l'opposition du clergé à l'égard de Jérôme le conduit à quitter Rome. Sa présence loin d'Antioche allait à l'encontre du concile de Nicée, qui exigeait que les prêtres ordonnés restent dans leurs diocèses d'origine. Il part avec quelques fidèles en direction de Jérusalem, en prenant avec lui des copies de livres, avec beaucoup de rancune envers ceux qui l'ont exclu,.

### Pèlerinage en Terre sainte

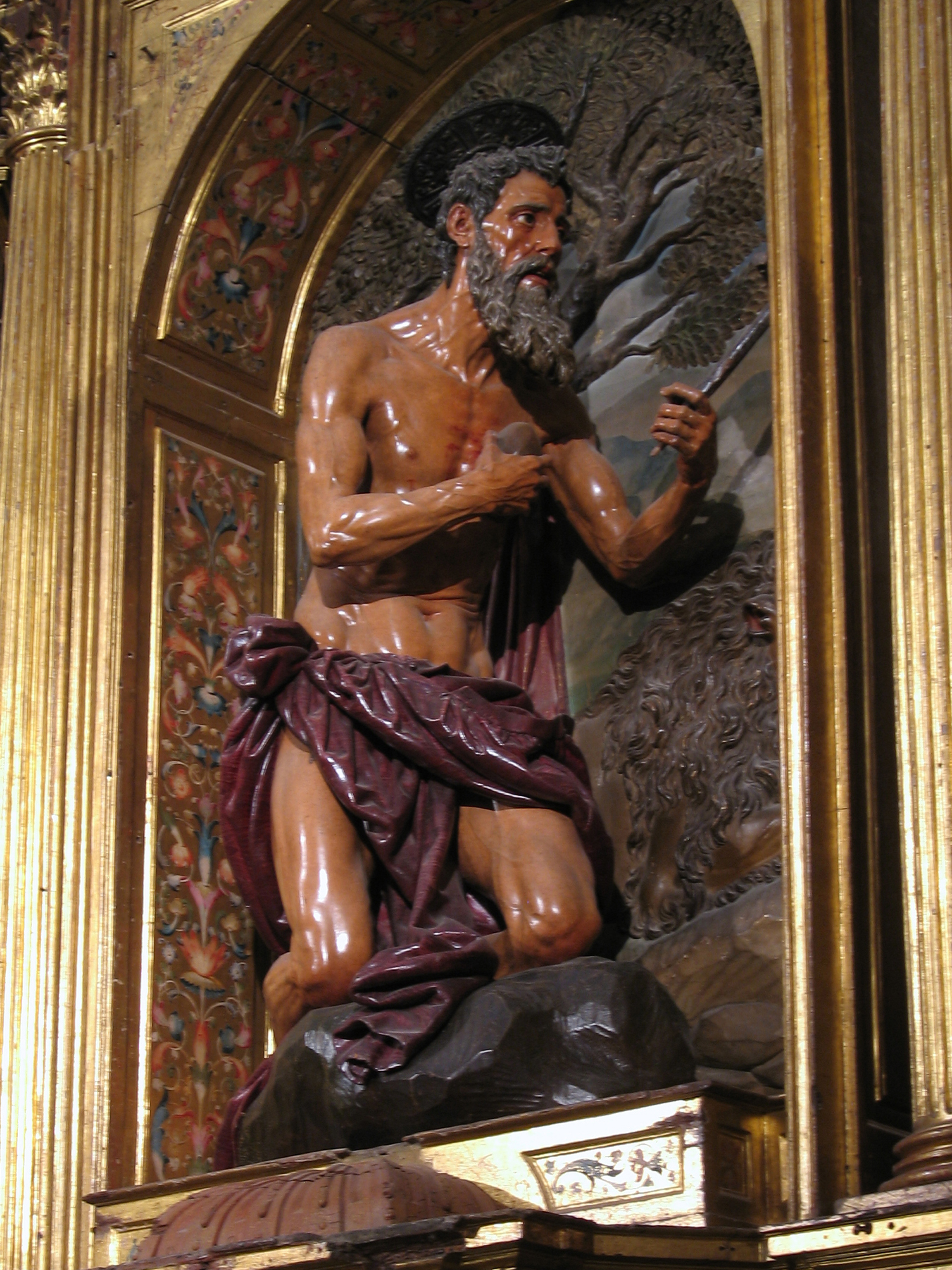
Saint Jérôme, par Juan Martínez Montañés.

En août 385, il retourne à Antioche, accompagné par son frère Paulinianus et quelques amis. Il est suivi peu de temps après par Paula et Eustochium, résolues à quitter leur entourage patricien pour finir leurs jours en Terre sainte. Les pèlerins, rejoints par l'évêque Paulin d'Antioche, visitent Jérusalem, Bethléem et les lieux saints de Galilée,,. Ils rencontrent Rufin d'Aquilée, son ami de jeunesse, et Mélanie l'Ancienne à Jérusalem, qui mènent une vie de pénitence et de prière, dans des monastères, que Jérôme cite en exemple à Paula,,.
Dans un commentaire violemment anti-juif de Sophonie 1 : 15, il reprend l'accusation de déicide contre les Juifs formulée dans le corpus patristique : « Ce jour est un jour de fureur, Un jour de détresse et d'angoisse, Un jour de ravage et de destruction, Un jour de ténèbres et d'obscurité, Un jour de nuées et de brouillards… ». Il mentionne l'habitude des Juifs de venir pleurer au mur des Lamentations : « Jusqu'à ce jour, ces locataires hypocrites ont l'interdiction de venir à Jérusalem, car ils sont les meurtriers des prophètes et notamment du dernier d'entre eux, le Fils de Dieu ; à moins qu'ils ne viennent pour pleurer car on leur a donné permission de se lamenter sur les ruines de la ville, moyennant paiement ».
Pendant l'hiver 385-386, Jérôme et Paula partent en Égypte, car c'est là le berceau des grands modèles de la vie ascétique,. À Alexandrie, Jérôme peut rencontrer et écouter le catéchiste Didyme l'Aveugle expliquer le prophète Osée et raconter les souvenirs qu'il avait de l'ascète Antoine le Grand, mort trente ans plus tôt,.

### Fondation du monastère à Bethléem

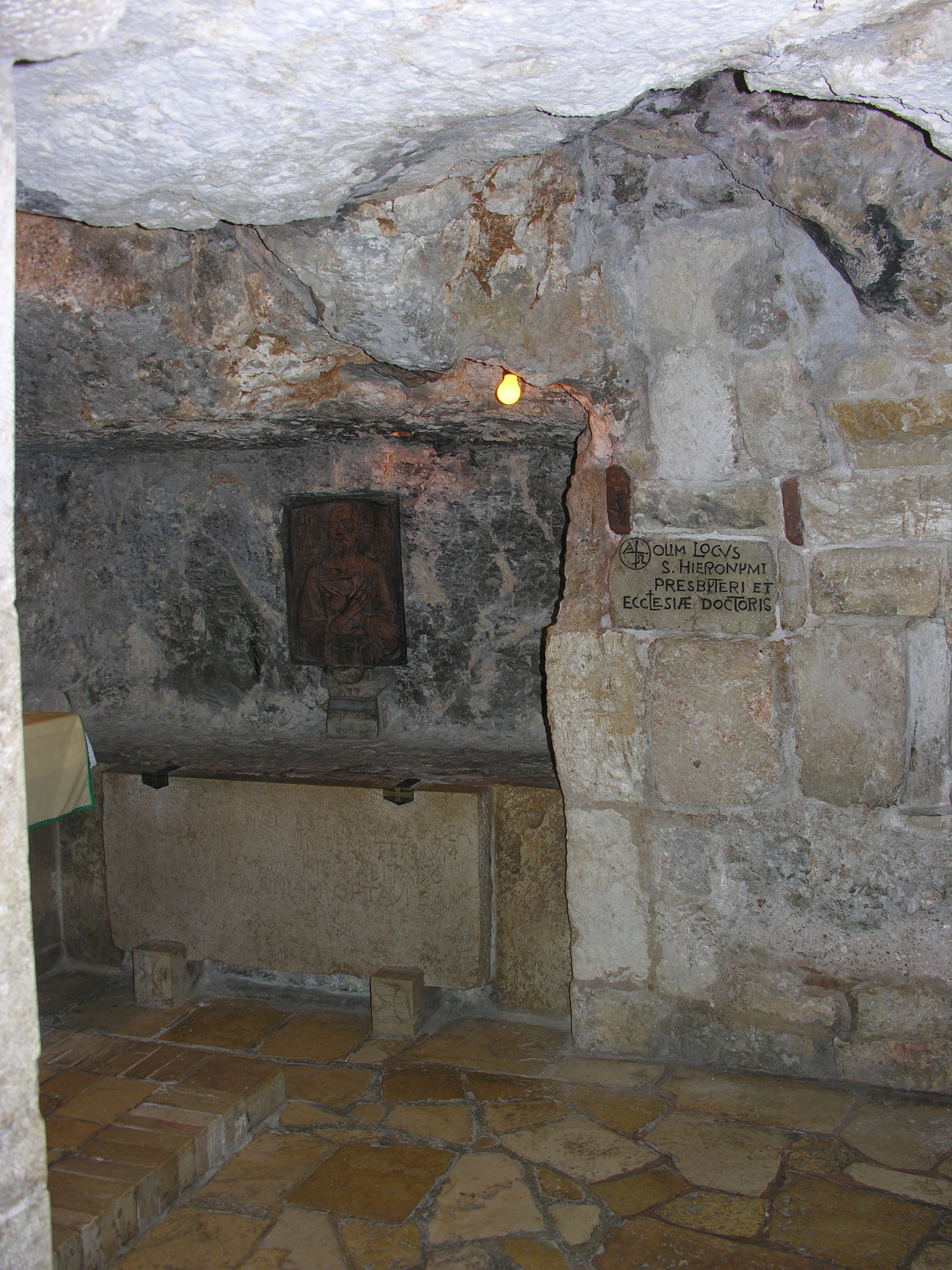
La grotte de Saint-Jérôme à Bethléem.

En 386, il revient à Bethléem où il s'installe et fonde une communauté d'ascètes et d'érudits. Il y construit et développe son monastère pendant trois ans grâce aux moyens que lui fournit Paule,. L'ensemble comporte une hôtellerie pour accueillir les pèlerins, un monastère pour les hommes et un monastère pour les femmes,. Paule dirige le monastère des femmes et Jérôme quant à lui dirige le monastère des hommes, mais il donne des directions spirituelles aux hommes comme aux femmes à travers des explications des Écritures. L'Écriture a une place primordiale dans la vie communautaire inaugurée par Jérôme. Jérôme assimile la Bible au Christ : « Aime les saintes Écritures et la Sagesse t'aimera, il faut que ta langue ne connaisse que le Christ, qu'elle ne puisse dire que ce qui est saint ». Jérôme montre des qualités d'éducateur, il écrit pour la petite-fille de Paule un manuel d'éducation, dans lequel il insiste sur la pédagogie : « Qu'on lui fasse des lettres, soit de buis, soit d'ivoire, et qu'on les désigne par leurs noms ; qu'elle s'en amuse, qu'ainsi son amusement même lui soit un enseignement…, qu'assembler les syllabes lui vaille une récompense, qu'on l'y invite encore par des petits cadeaux qui peuvent faire plaisir à cet âge. » ; il poursuit ses conseils : « Qu'elle ait des compagnes d'études qu'elle puisse envier, dont l'éloge la pique. Il ne faut pas la gronder si elle est un peu lente, mais stimuler son esprit par des compliments : qu'elle trouve de la joie dans les succès et dans l'échec de la peine. Veiller surtout à ce qu'elle ne prenne pas les études en dégoût, car l'amertume ressentie dans l'enfance pourrait durer au-delà des années d'apprentissage ».
Dans sa correspondance avec certains Romains qui lui demandent conseil, Jérôme montre l'importance qu'il donne à la vie communautaire : « Je préférerais que tu sois dans une sainte communauté, que tu ne t'enseignes pas toi-même et que tu ne t'engages pas sans maître dans une voie entièrement nouvelle pour toi », recommandant la modération dans les jeûnes corporels : « la malpropreté sera l'indice de la netteté de ton âme… Une nourriture modique, mais raisonnable, est salutaire au corps et à l'âme », ainsi que d'éviter l'oisiveté : « Livre-toi à quelque travail manuel, pour que le diable te trouve toujours occupé », terminant ses conseils par la maxime : « Le Christ est nu, suis-le nu. C'est dur, c'est grandiose et difficile ; mais magnifique en est la récompense ».

### Commentaires des Écritures

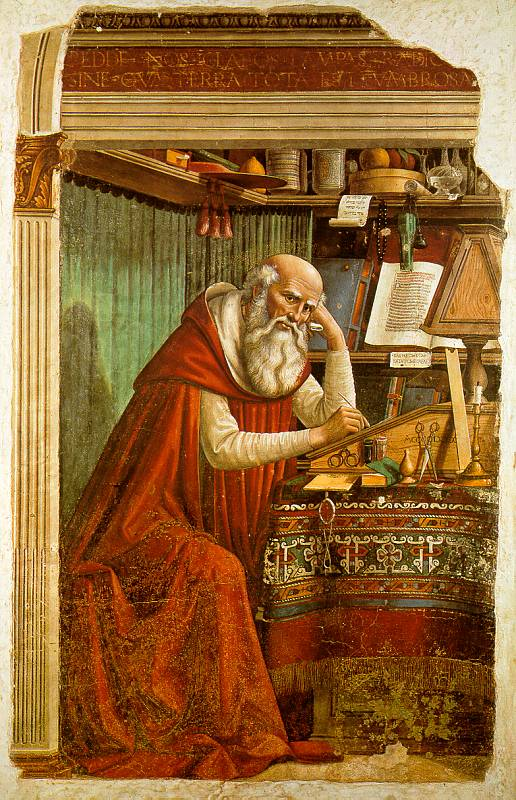
Domenico Ghirlandaio, Saint Jérôme dans son étude, 1480, Chiesa di Ognissanti, Florence.

À Bethléem, il apprend l'hébreu en suivant les cours du rabbin Bar Anima et étudie à la bibliothèque de Césarée de Palestine les différents écrits d'Origène ainsi que l'Ancien Testament en grec et hébreu,. Jérôme développe des commentaires sur l'Ecclésiaste ; pour cela, il s'appuie sur les différentes interprétations afin de pouvoir découvrir le sens littéral puis faire des commentaires. À la demande de Paula et d'Eustochium, il traduit l'Épître aux Galates puis fait le même travail avec l'Épître aux Éphésiens et l'Épître à Tite.
En 389, il arrête son travail sur les Épîtres de Paul afin de commencer la traduction des Psaumes. Il commence la traduction du livre de Nahum. Il développe alors sa méthode d'exégèse, issue en grande partie d'Origène : traduire le livre dans ses différentes versions puis en donner une explication historique, puis allégorique et enfin spirituelle. Il profite de ses commentaires sur la Bible pour répondre à la théologie de Marcion qui remet en cause l'unicité du Dieu de l'Ancien Testament et du Nouveau Testament. Il écrit des commentaires du livre de Michée, du livre de Sophonie, du livre d'Aggée ainsi que du livre de Habacuc.
De 389 à 392, Jérôme travaille à la traduction de la Bible de la Septante en latin, il utilise la technique de l'hexaples d'Origène,.
À la demande de Paula et d'Eustochium, Jérôme traduit les 39 homélies d'Origène et critique les écrits d'Ambroise de Milan qui utilise les écrits d'Origène en se trompant dans les traductions. La recherche biblique conduit Jérôme à entreprendre une onomasticon des noms et lieux hébreux, poursuivant l'initiative du rabbin Philon d'Alexandrie et complétant celle existante d'Eusèbe de Césarée. Cette étude le conduit à utiliser l'hébreu, ainsi que des traditions rabbiniques, afin de pouvoir mieux comprendre certains passages de la Bible, ce qui est une nouveauté dans le christianisme qui n'utilise alors que la version grecque de la Bible, la Septante, dans l'exégèse.

### Jérôme polémiste et apologiste

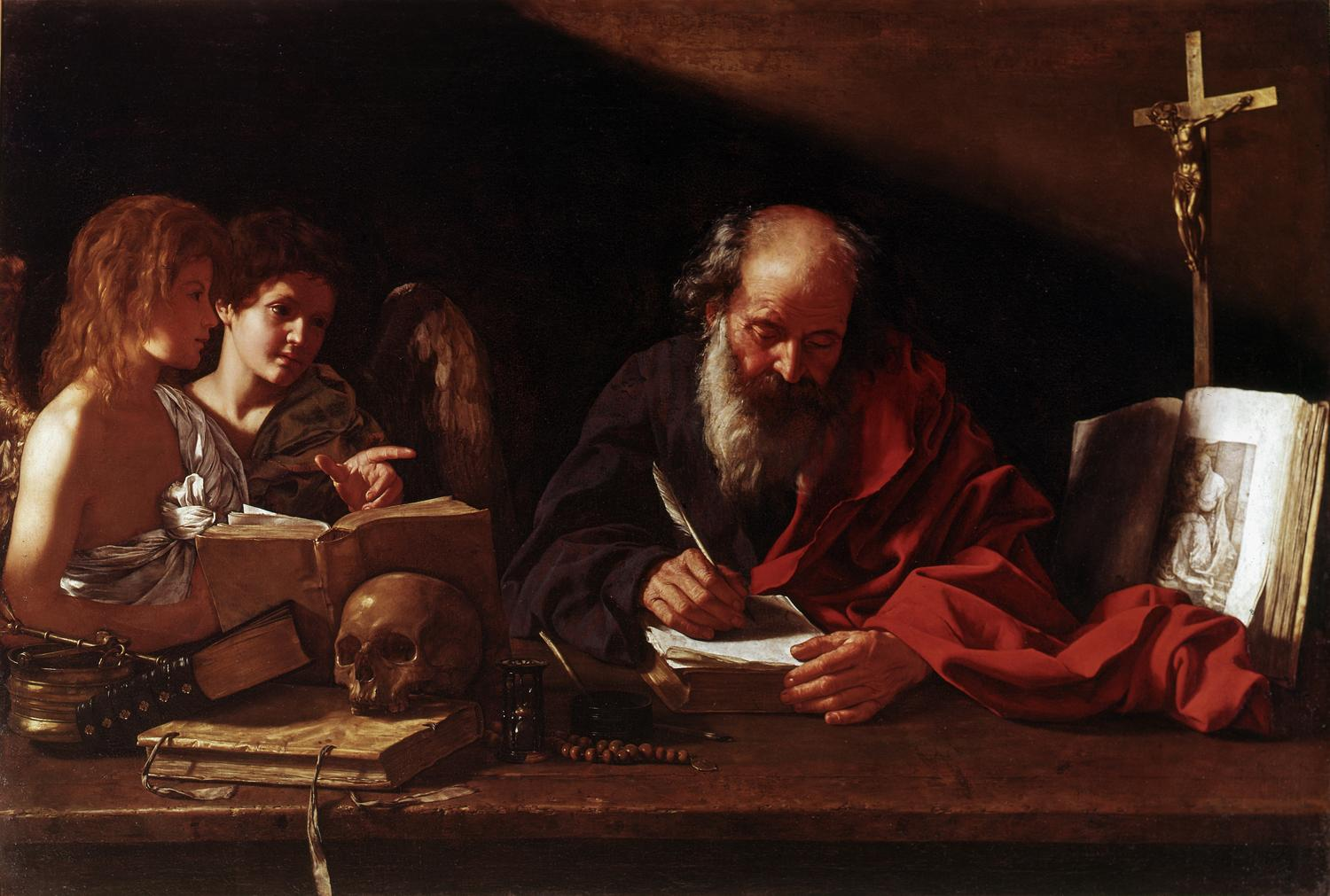
Jérôme visité par des anges, XVIIe siècle, par Bartolomeo Cavarozzi

Jérôme continue ses traductions avec les écrits de Didyme l'Aveugle. Il reprend le travail commencé à la demande du pape Damase, et finit la traduction du traité sur la divinité du Saint-Esprit. Il écrit Sur les hommes illustres, une nomenclature des principaux personnages historiques chrétiens, en s'inspirant de l'Histoire ecclésiastique d'Eusèbe de Césarée, mais aussi des écrits de Philon d'Alexandrie,. Sur les hommes illustres deviendra l'une des principales sources d'information des historiens pendant de nombreux siècles.
Jérôme écrit en 393 un traité polémique Contre Jovinien. Il y critique les thèses du moine Jovinien, qui affirme que les personnes menant une vie d'ascèse ont les mêmes mérites que les personnes qui ne la pratiquent pas, et que les péchés sont d'égale importance. Cette conception de Jovinien va à l'encontre des principes de la vie monacale ainsi que de la virginité et de la vie consacrée des femmes si chers à Jérôme. Les thèses de Jovinien sont condamnées par des conciles locaux, par Ambroise de Milan et par Augustin d'Hippone qui parlent de Jovinien comme d'un hérétique,.
Jérôme, en s'appuyant sur de nombreux passages de la Bible, mais aussi sur des philosophes helléniques, critique vivement cette conception, en montrant la supériorité de la virginité sur la vie conjugale. Il prend aussi la défense de la sobriété et met en garde Rome contre la possibilité de retour des vices antérieurs au christianisme. Son traité Contre Jovinien est cependant très mal perçu à Rome et reçoit de nombreuses critiques, certains accusant Jérôme de nier l'importance du mariage et donc l'œuvre de la création, d'autant que la virginité consacrée n'est pas encore développée à Rome,.

### La querelle sur Origène

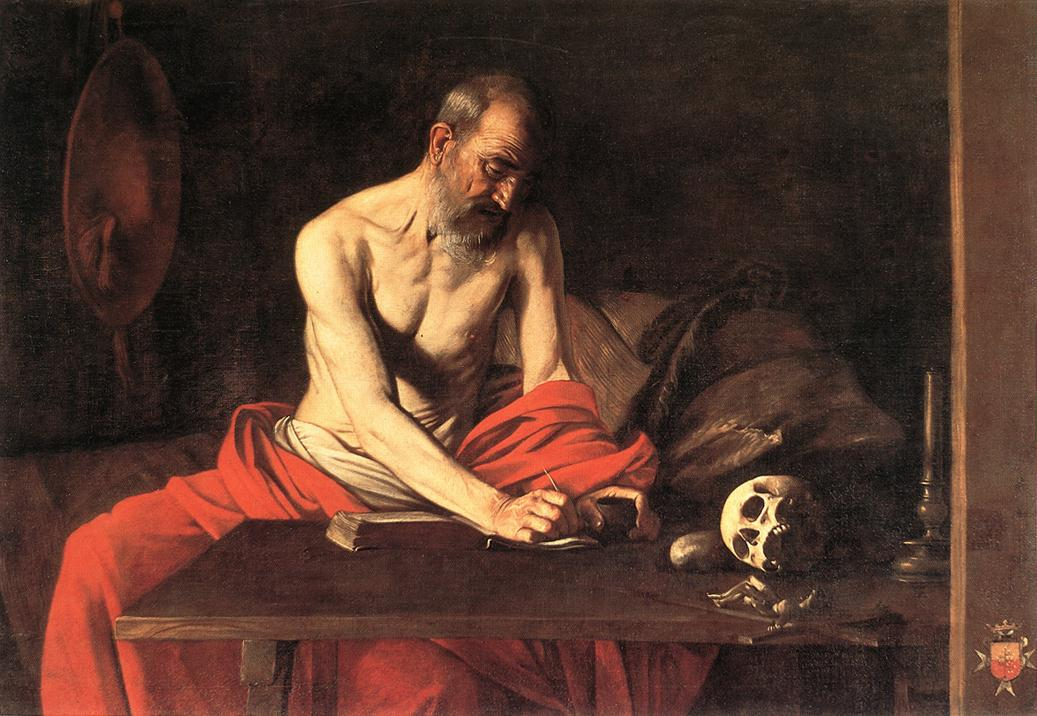
Saint Jérôme écrivant, peinture du Caravage (1607).

La vie monastique de Jérôme, et ses critiques vives contre certains moines, dénonçant les vices des uns et des autres, lui valent de nombreuses inimitiés. Renseigné par le passage à Bethléem d'un de ses amis, Postumien, Sulpice Sévère défend l'attitude de Jérôme, le décrivant comme très studieux, défendant la doctrine et dormant peu. Mais cette opinion n'est pas partagée par tous : Palladios, ami de Jean Chrysostome, décrit Jérôme comme étant doué mais très jaloux, édictant des règles quand il le souhaite, au contraire de Rufin d'Aquilée, qu'il décrit comme un vrai modèle ascétique.
Les rapports entre Jérôme et Rufin d'Aquilée se dégradent à la même époque : leur longue amitié s'interrompt brutalement, se muant en une haine féroce entre les deux personnes, à cause essentiellement de leurs divergences sur Origène.
Au début 393, un groupe de moines demande sa signature à Jérôme de Stridon au bas d'une déclaration dans laquelle il dénonce les erreurs d'Origène, que Jérôme accepte. Jérôme défend sa traduction d'Origène en affirmant : « Qu'Origène soit hérétique, peu importe ! Je ne nie pas qu'il le soit sur certains sujets, mais il a bien interprété les Écritures ; il a expliqué les obscurités des prophètes et dévoilé les mystères de l'Ancien et du Nouveau Testament ». Ce même groupe se présente à Rufin d'Aquilée qui refuse de signer cette déclaration ; or Rufin d'Aquilée était protégé par Jean, faisant naître des doutes sur leur conformité aux dogmes. En 393, Épiphane de Salamine se rend à Jérusalem, où il critique ouvertement les anthropomorphismes d'Origène et suspecte d'hérésie l'évêque Jean II de Jérusalem. Peu de temps plus tard, il ordonne de force le frère de Jérôme, Paulus. Or, cette ordination a lieu sans l'accord de Jean de Jérusalem et en dehors de sa juridiction. L'évêque, mécontent, exclut Jérôme et sa communauté des célébrations dans l'église de la Nativité. Cet épisode conduit à une rupture entre Jérôme et Rufin d'Aquilée, ce dernier soutenant Jean de Jérusalem,. Celui-ci cherche alors à exclure Jérôme de son diocèse, mais ils réussissent à se réconcilier grâce à Théophile d'Alexandrie.

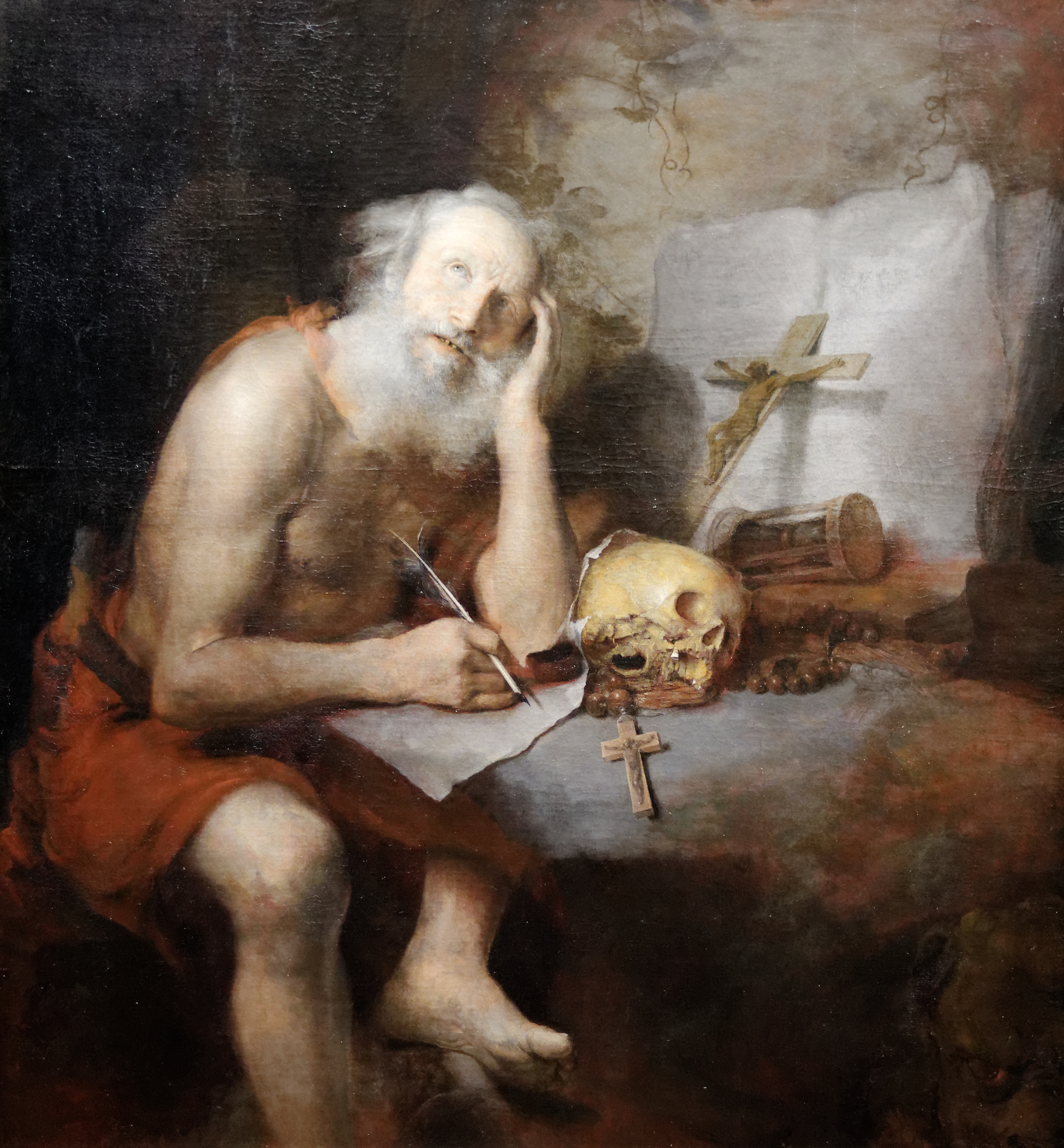
Saint Jérôme. Christoph Paudiss (vers 1656-58).

Jérôme reprend en 396 ses traductions de la Bible, avec le livre de Jonas, ainsi que le livre d'Abdias ; il en profite pour prendre ses distances avec les thèses d'Origène, mais continue de mettre en parallèle les traductions hébraïques et grecques. Il peaufine sa méthode d'interprétation de la Bible, regrettant ses interprétations de jeunesse : « Je dois me faire pardonner d'avoir dans mon adolescence, poussé l'amour et le goût des Saintes Écritures, interprété allégoriquement le prophète Abdias, alors que j'en ignorais le sens historique »,. Au printemps 397, il explique les visions d'Isaïe ; il est alors encore plus précis sur l'interprétation des Écritures : « L'interprétation spirituelle doit rester conforme à la vérité historique, dont l'ignorance fait tomber beaucoup d'interprètes dans l'aveuglement ». C'est dans ce commentaire d'Isaïe qu'il écrit la célèbre phrase qui montre tout l'importance qu'il donne à l'étude de la Bible : « Ignorer les Écritures, c'est ignorer le Christ ».
Rufin d'Aquilée traduit les œuvres d'Origène, mais dans la préface de sa traduction il critique ouvertement Jérôme, affirmant que Jérôme, par sa traduction, favorise les hérésies d'Origène. La réponse de Jérôme ne se fait pas attendre : il critique vivement la méthode de traduction de Rufin d'Aquilée qui, sous prétexte de ne pas vouloir favoriser les hérésies, trahit les traductions ; il décide de traduire lui-même l'ouvrage Sur les Principes d'Origène en 398 et 399,. Cette traduction des écrits d'Origène par Jérôme conduit à accentuer la méfiance à l'encontre de Jérôme, certains le soupçonnant d'hérésie,. La mort du pape Sirice et l'élection du pape Anastase Ier changent cependant la donne, le nouveau pape étant bienveillant à l'égard de Jérôme,.
Rufin d'Aquilée est cependant mis en difficulté et il répond dans son Apologie en critiquant de nouveau Jérôme pour sa proximité avec Origène. Cette nouvelle charge contre Jérôme conduit ce dernier à écrire un traité Contre Rufin dans lequel il présente sa conception de la traduction des Écritures et de leurs interprétations : il défend la possibilité d'avoir différentes interprétations. Concernant la traduction de la Bible, là encore Jérôme défend les différentes possibilités de traduction qui permettent d'enrichir la lecture d'une traduction. D'ailleurs, Jérôme profite de cette période pour traduire la Bible en s'appuyant sur l'hébreu : ainsi, il traduit en 393 les livres de Samuel et des Rois, en 394 le livre de Job, et les livres des Prophètes, en 395 les livres des Chroniques et les cinq livres du Pentateuque (la date est encore discutée par les historiens, aux environs de 398), en 398 le livre des Proverbes, le Cantique des cantiques, l'Ecclésiaste, et les Psaumes, en 399 les livres de Tobie et de Judith, et en 400 le livre d'Esdras. Chaque livre qu'il traduit est précédé d'une préface où Jérôme décrit les difficultés de la traduction, mais aussi une défense de l'hébreu dans la traduction vis-à-vis des nombreux critiques et partisans de la Septante.

### Travaux exégétiques

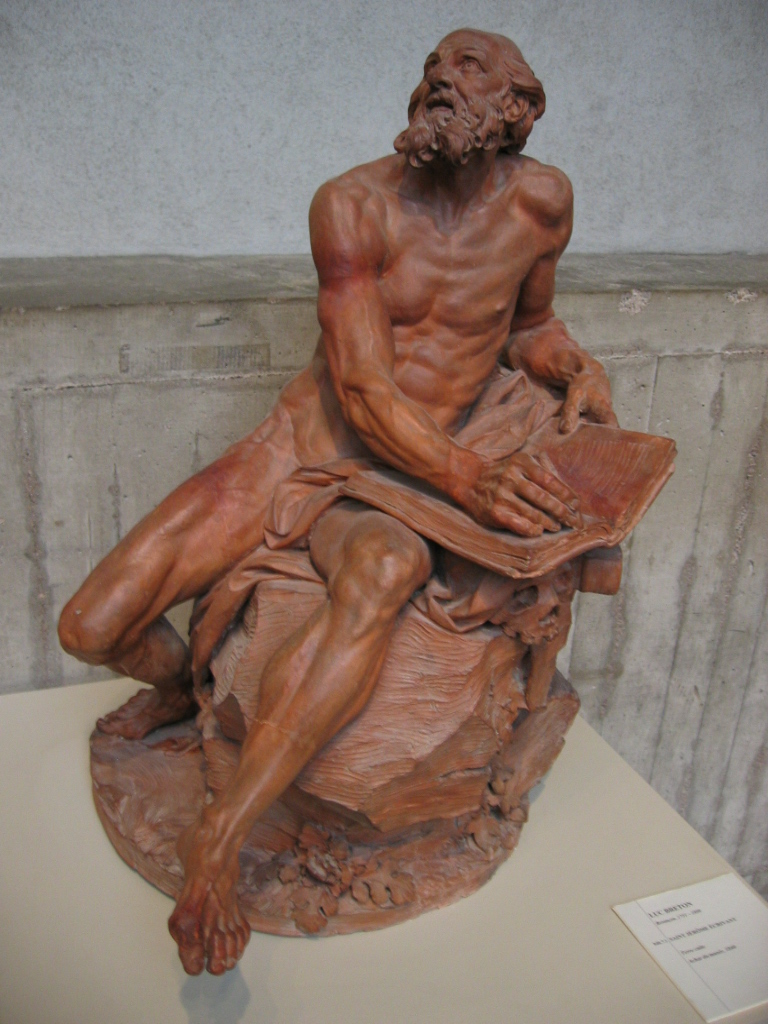
Saint Jérôme écrivant, terre cuite du XVIIIe siècle par Luc Breton, Bibliothèque municipale de Besançon.

Les travaux de Jérôme suscitent un vif intérêt de la part d'Augustin d'Hippone qui lui écrit à de nombreuses reprises pour avoir son point de vue sur l'interprétation de la Bible. Au début, Jérôme de Stridon ne lui répond pas car il se méfie d'Augustin qui n'est alors pas très reconnu. Ce n'est qu'à partir de 404 que les échanges entre Jérôme et Augustin d'Hippone deviennent fructueux, Augustin faisant part de sa méfiance vis-à-vis de la traduction de la Bible provenant de sources hébraïques,.
Le 16 janvier 404, sa fidèle amie Paula meurt, ce qui marque profondément Jérôme : il tombe malade et a beaucoup de mal à se remettre à travailler,.
En 406, Jérôme reçoit une missive de l'évêque Exupère de Toulouse qui lui demande son avis sur les théories du prêtre Vigilance qu'il a rencontré,. Jérôme écrit alors un traité, Contre Vigilance, dans lequel il dénonce la doctrine prêchée par Vigilance, qui refuse le culte des martyrs et s'oppose au célibat consacré. Jérôme affirme alors que les morts sont unis dans le Christ, et peuvent continuer à intercéder pour les vivants : « Si les apôtres et les martyrs, encore revêtus d'un corps et dans l'obligation de prendre soin de leur salut, peuvent prier pour les hommes, à plus forte raison peuvent-ils le faire après avoir remporté la victoire et reçu la couronne »,.
Il reprend ses études et ses traductions sur les prophètes et sur Isaïe tout en répondant aux questions qui lui sont envoyées de Gaule, d'Espagne, d'Afrique du Nord, par le biais de pèlerins en Terre sainte. Il finit en 408 la traduction d'Isaïe qu'il a promise à la défunte Paula, et il la dédicace à sa fille Eustochium.

### Troubles, lutte contre Pélage

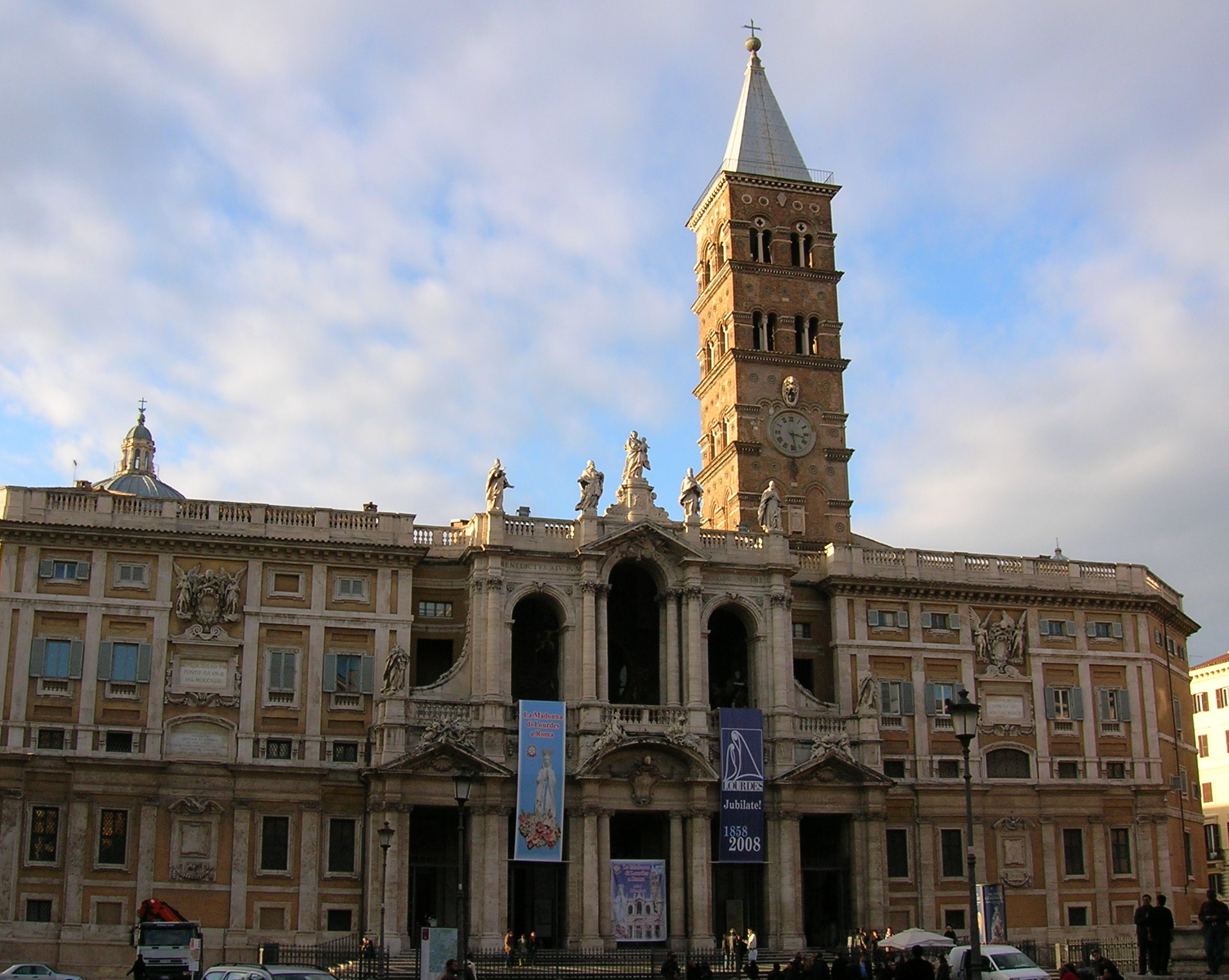
La basilique Sainte-Marie-Majeure à Rome, où seraient enterrés les restes de Jérôme.

Le sac de Rome en 410 par les Wisigoths conduit à la mort des principaux amis de Jérôme qui en est très affecté. La traduction et l'étude des textes d'Ézéchiel sont souvent limitées du fait de l'âge de Jérôme, mais aussi par la présence à Bethléem de beaucoup de réfugiés qui arrivent dans son monastère.
Les pélagiens, qui forment alors une grande famille spirituelle, minimisent l'importance des sacrements, certains niant l'importance de la grâce dans le salut, ce qui conduit Jérôme à critiquer Pélage, qu'il surnomme « ventre à bouillie », et à tenter en vain de le faire condamner. Cependant, il n'y parvient pas et une troupe de partisans des pélagiens envahit et dévaste le monastère de Bethléem en 416. Une partie du monastère est brûlée et un diacre est tué, ce qui conduit Jérôme et son entourage à se réfugier dans des tours fortifiées. La nouvelle de la destruction du monastère de Jérôme ainsi que des meurtres remonte jusqu'au pape Innocent Ier qui s'inquiète de sa situation : « Ta douleur et tes gémissements émeuvent si fort nos entrailles que ce n'est pas le moment de te donner des conseils ».
Jérôme est contraint de se réfugier dans une forteresse avoisinante. Il reçoit l'appui du pape, qui demande à Jean de Jérusalem de protéger Jérôme,. Pélage est alors condamné par le concile de Carthage de 416, dominé par Augustin d'Hippone, et chassé de Palestine en 418. Jérôme est à la même époque très affecté par la mort soudaine d'Eustochium : « La dormition soudaine de la sainte et vénérable Eustochium nous a tout à fait brisé et changé presque notre manière de vivre… La vivacité d'esprit et les forces corporelles m'ont totalement abandonné. »

### Mort
Jérôme meurt sans doute le 30 septembre 419. La date de sa mort est connue par la chronique de Prosper d'Aquitaine. Ses restes, enterrés d'abord à Jérusalem, auraient été ensuite transférés, selon une tradition non authentifiée, à la basilique Sainte-Marie-Majeure de Rome, lors des invasions musulmanes en Palestine.

## Spiritualité

### Œuvre théologique

Ordo seu regula.

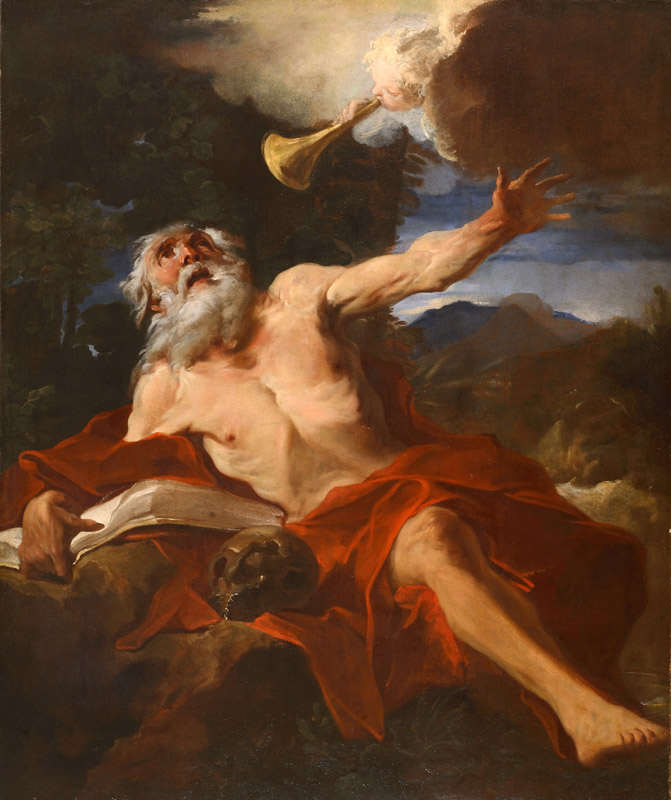
La Vision de saint Jérôme de Louis Cretey, XVIIe siècle.

La quasi-totalité de la production de Jérôme dans le domaine doctrinal a un caractère polémique plus ou moins affirmé. Elle est dirigée contre les adversaires de la doctrine orthodoxe. Même sa traduction du traité de Didyme l'Aveugle sur l'Esprit saint en latin (commencée à Rome en 384 et continuée à Bethléem) fait preuve d'une tendance à l'apologétique contre les ariens et les tenants de la doctrine pneumatiste. Il en est de même de sa version du De principiis d'Origène (vers 399), dont la vocation est de suppléer à la traduction inappropriée de Rufin,.
À la même époque, ou un peu plus tard (379), il rédige son Liber contra Luciferianos, où il fait un usage adroit du dialogue pour combattre les meneurs de cette faction. À Rome, vers 383, il écrit une vibrante tirade contre l'enseignement d'Helvidius, pour défendre la doctrine de la virginité perpétuelle de Marie et la supériorité du célibat sur l'état conjugal. Il trouve un autre opposant en la personne de Jovinianus (Jovinien, cité plus haut) avec qui il entre en conflit en 392 (Adversus Jovinianum, et l'apologie de ce texte, que l'on trouve dans une lettre à son frère Pammachius, ep. 48). Une fois de plus, il prend la défense des pratiques catholiques de la piété et de sa propre éthique ascétique en 406, contre le prêtre espagnol Vigilantius qui s'oppose au culte des martyrs et des reliques, au vœu de pauvreté, et au célibat du clergé.
À la même époque débute la controverse avec Jean de Jérusalem et Rufin sur l'orthodoxie d'Origène. C'est de cette période que datent ses polémiques les plus passionnées et les plus globales : le Contra Joannem Hierosolymitanum (398 ou 399), les deux Apologiæ contra Rufinum qui y sont intimement liées (402), et le « dernier mot » écrit quelques mois plus tard, Liber tertius seu ultima responsio adversus scripta Rufini. Le dernier de ses écrits polémiques est le dialogue « Contre Pélage »,.

### Interprétation de la Bible
Jérôme de Stridon, de par son travail de traduction de la Bible, rend possible une évolution très importante pour l'histoire du christianisme occidental. En effet, la majorité des écrits bibliques sont à l'époque en grec, avec la traduction de la Septante. Or cette traduction grecque de la Bible est connue dans le monde latin (ou occidental) sous différentes versions. De plus, de nombreux débats théologiques animent avec passion les cités grecques, alors que le débat théologique en Occident est beaucoup moins intense. Les traductions de commentaires d'Origène ainsi que d'écrits de Didyme l'Aveugle contribuent à enrichir la connaissance par les chrétiens latins des écrits des auteurs orientaux.
Jérôme développe tout au long de sa vie de nombreux commentaires sur l'Écriture. L'exégèse biblique de Jérôme est en grande partie fondée sur la typologie d'Origène dans l'ouvrage Sur les principes.
Lors de l'étude d'un texte biblique, Jérôme observe les différentes traductions existantes, latines, grecques et hébraïques. Ces différentes versions lui permettent de trouver le sens le plus proche de l'écrivain inspiré,. Une fois la traduction faite, Jérôme recherche le sens historique du passage biblique, puis le sens allégorique de chacune des versions traduites avant de les comparer,. Jérôme n'hésite pas à comparer un texte biblique à d'autres textes de la Bible afin de pouvoir expliquer les passages difficiles, c'est grâce à la Bible que l'on peut trouver des réponses aux interrogations. C'est dans la lettre 120 à Hédybia que Jérôme conceptualise la manière de faire de l'exégèse : « Il y a dans notre cœur une triple description qui est la règle des Écritures. La première est de les comprendre selon le sens historique, la seconde selon la tropologie, la troisième selon l'intelligence spirituelle ».

### Femmes consacrées et virginité
Jérôme de Stridon défend tout au long de sa vie la possibilité pour les femmes d'avoir une vie consacrée. Dès l'époque romaine, il défend la virginité de la femme dans son traité Contre Helvidius. Celui-ci niait la virginité perpétuelle de Marie, affirmant que cela n'avait pas d'importance, et que Jésus avait des frères. Jérôme, en reprenant les termes de la Bible, affirme que la notion de frère est plus large dans les évangiles. Puis il démontre dans son traité Contre Helvidius que la nouveauté du christianisme conduit à faire évoluer l'échelle des valeurs : la supériorité du mariage sur le célibat n'est plus vraie après l'arrivée du Christ comme elle l'était à l'époque des Patriarches et de l'Ancienne Alliance.
Le statut des femmes à Rome à l'époque de Jérôme laissait place à une large émancipation pour les femmes riches de Rome ; l'apparition de femmes consacrées encouragées par Jérôme est donc une nouveauté qui est mal vue par la société romaine. Ainsi, Jérôme est accusé de dénigrer le mariage, car il en souligne les tracas et considère qu'il a été institué après la chute. Il reconnaît toutefois une qualité au mariage : « je loue les noces, je loue le mariage, mais parce qu'ils m'engendrent des vierges ».
Jérôme, comme Ambroise de Milan dans trois traités, Sur les vierges, Sur les veuves, Sur la virginité quelques années auparavant, défend l'émergence de femmes consacrées. Il commence à rencontrer des femmes dévotes à Rome, Marcella, amie du pape Damase, puis d'autres Romaines comme Paule ou encore Léa auxquelles il enseigne la Bible et l'exégèse.

## Vulgate

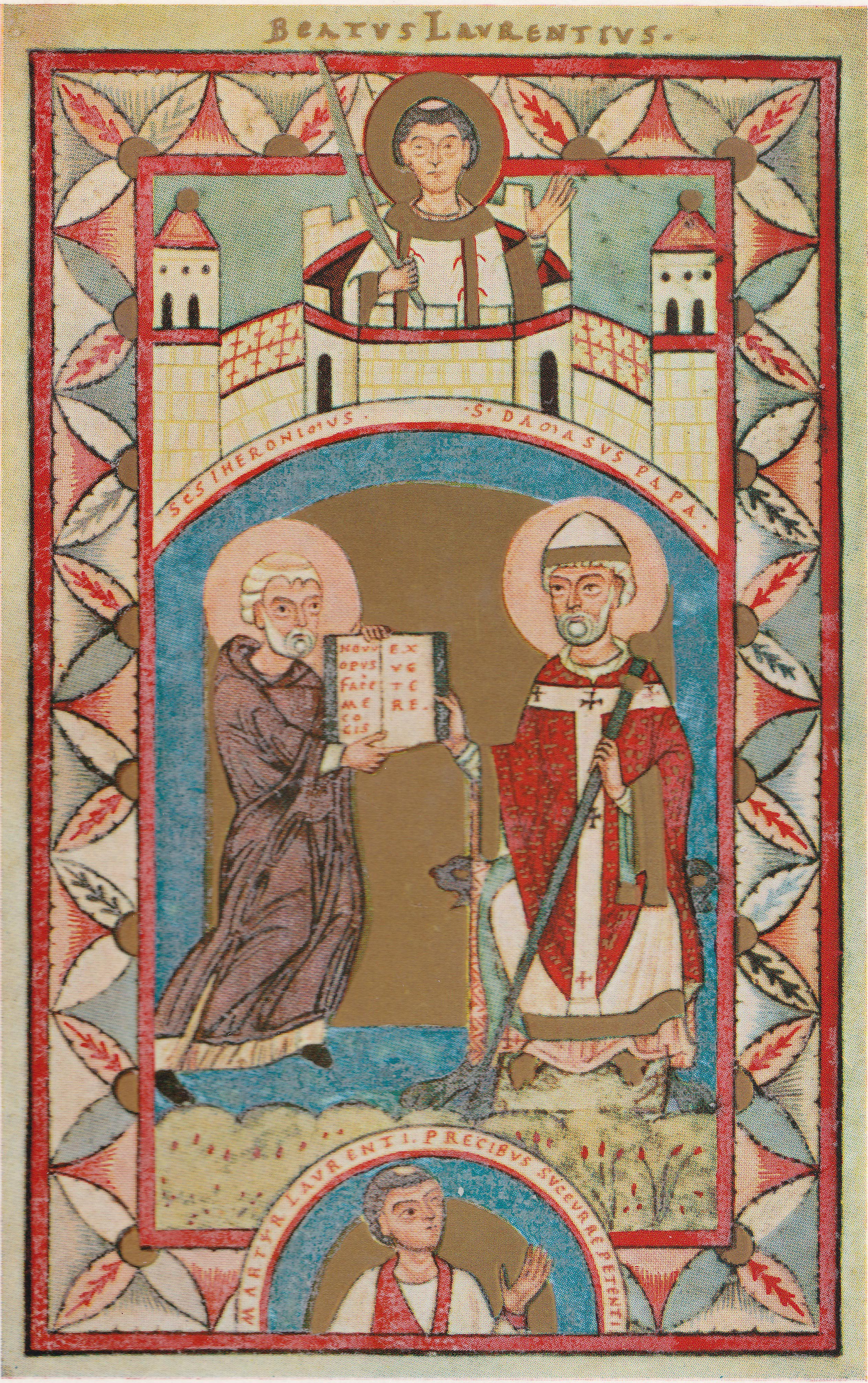
Enluminure extraite de l'évangiliaire de Lund. figurant Jérôme de Stridon présentant sa version de la Vulgate au pape Damase Ier sous les auspices de Laurent de Rome dans la Jésusalem céleste, c. 1150, bibliothèque de l'université d'Uppsala.

Il existe au temps de Jérôme trois versions latines de la Bible : une traduction africaine utilisée par Tertullien, une autre utilisée par les Églises occidentales et enfin la dernière, italienne, attestée par Ambroise de Milan et Augustin d'Hippone. Jérôme préfère la version latine utilisée par Ambroise. Néanmoins, très vite, il déplore la multiplicité des traductions latines, aujourd'hui rassemblées sous le vocable Vetus Latina. Il s'efforce tout au long de sa vie de chercher les meilleures traductions et de les composer lui-même. Ainsi, il utilise au début les différentes versions grecques de la Bible, dont la Septante, puis progressivement s'appuie sur les écrits hébraïques de la Bible afin d'affiner la traduction.

L'utilisation de l'hébreu pour l'exégèse est alors relativement rare. Jérôme étudie aussi l'hébreu et défend l'existence d'une « veritas hebraica » (vérité hébraïque). Cette volonté de retrouver l'origine des textes, mais surtout sur l'hébreu, est alors une radicale nouveauté dans le christianisme, dans la mesure où le christianisme ne s'est fondé jusqu'alors que sur la Septante ou ses traductions. Jérôme de Stridon enrichit ainsi la recherche sur la Bible, ce qui permet aussi une plus grande exégèse en se fondant sur cette vérité hébraïque. Ses études sur la traduction et la signification hébraïque des mots conduisent à développer l'exégèse au sein du christianisme. Cette utilisation lui est reprochée par Augustin d'Hippone, qui craint les divisions sur les traductions de la Bible, et par Rufin d'Aquilée, pour qui l'utilisation de l'hébreu conduit à remettre en cause la nouveauté du christianisme.

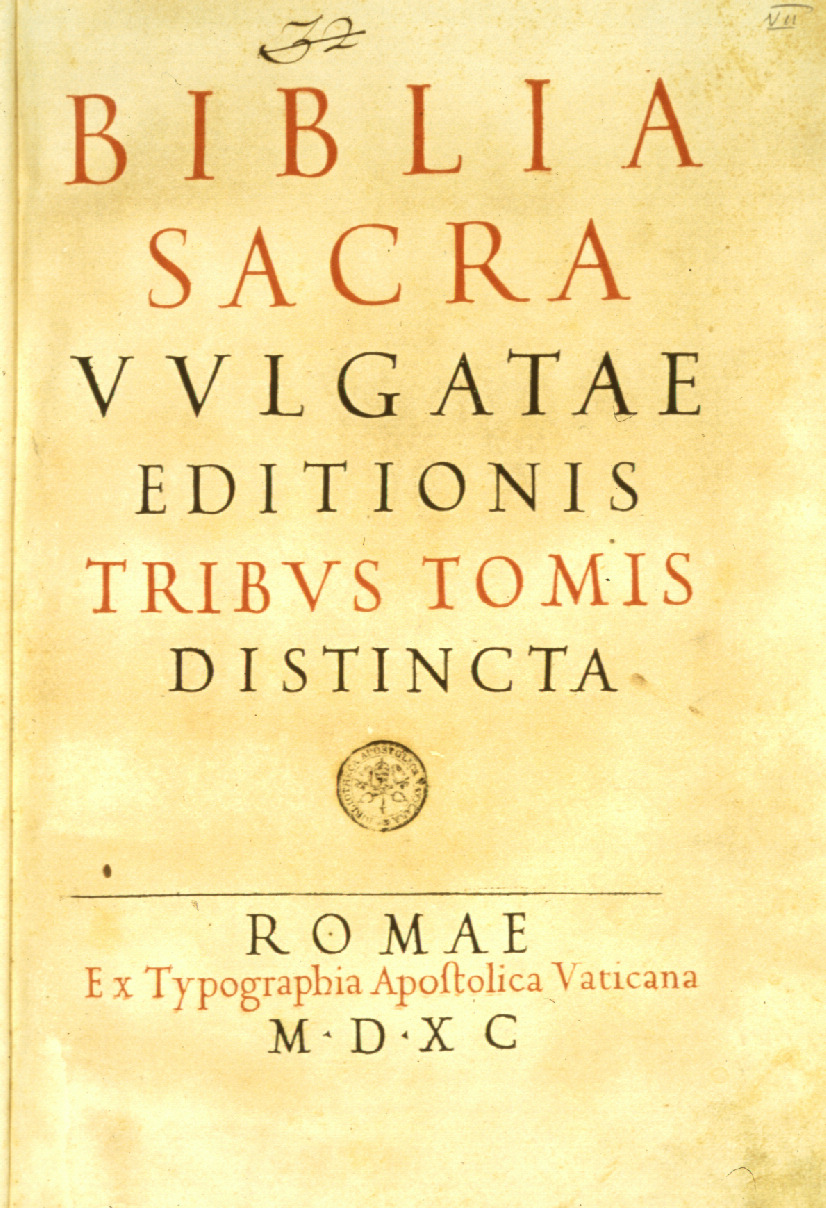
', 1590.

Même si la version de Jérôme a du mal à s'imposer aux Ve et VIe siècles du fait de l'opposition d'Augustin d'Hippone et de Grégoire le Grand, elle devient progressivement la norme au sein des Églises occidentales dès les VIIe et VIIIe siècles, au point de devenir lors du concile de Trente la version officielle de l'Église catholique, le concile affirmant : « Aussi statue-t-il (Le Concile) et déclare-t-il que la vieille édition de la Vulgate, approuvée par l'Église-même par le long usage de tant de siècles, doit être tenue pour authentique dans les leçons publiques, les discussions, les prédications et les explications ».

## Œuvre historique et hagiographique

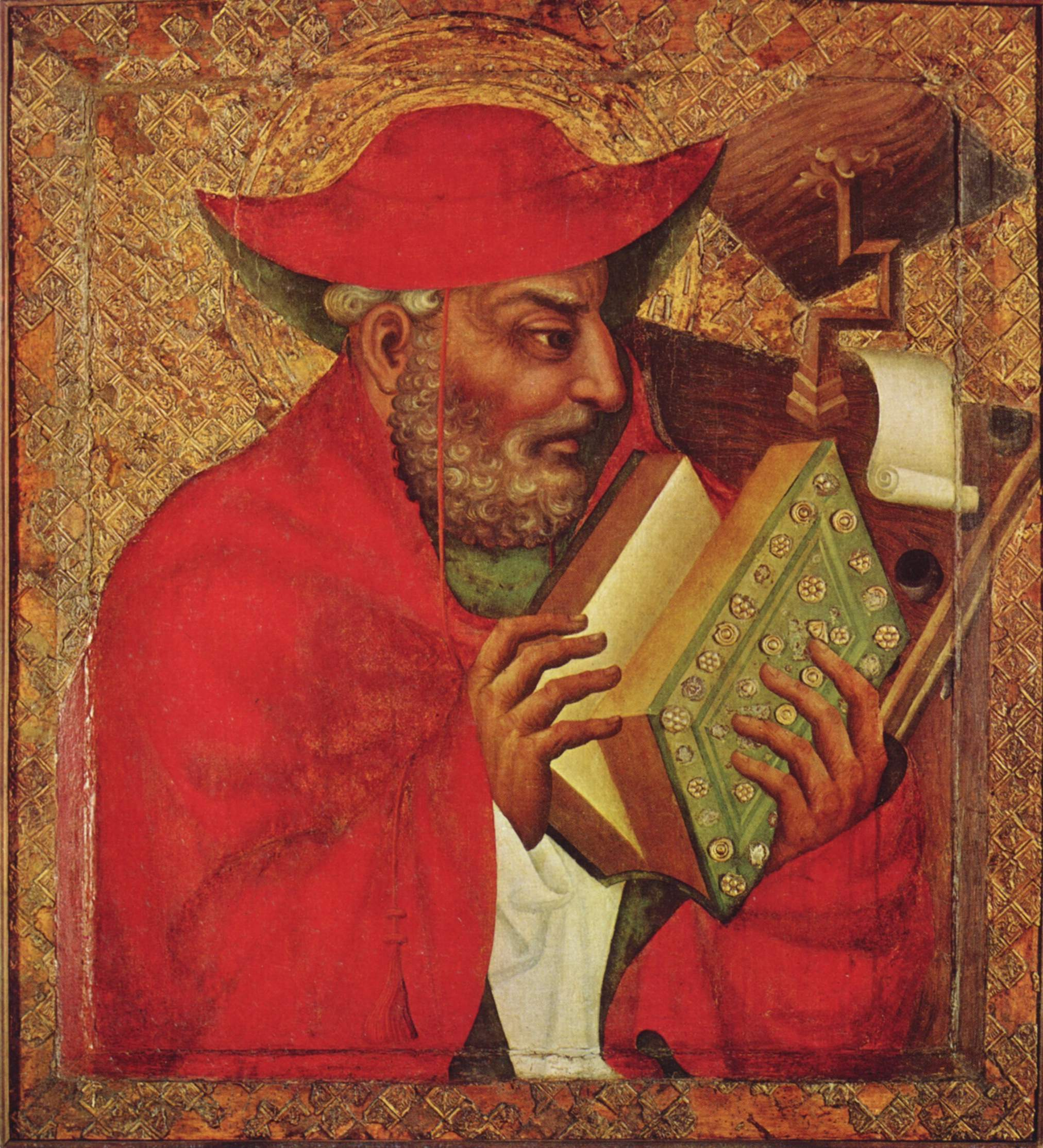
Saint Jérôme par maître Théodoric, couvent Sainte-Agnès, Prague.

Comme historien, Jérôme a d'abord traduit en latin les Chronikoi kanones, c'est-à-dire les tables chronologiques qui constituaient la deuxième partie de la Chronique universelle d'Eusèbe de Césarée, et il les a continuées pour la période 325-379 (avènement de Théodose Ier). Ce travail, réalisé à Constantinople en 380, a donné le Chronicum ad annum Abrahæ, chronologie de l'histoire du monde jusqu'en l'an 379, qui a été ensuite la base de toutes les « chroniques universelles » de l'Occident médiéval.
L'autre ouvrage historiographique important de Jérôme est le livre Sur les hommes illustres, écrit à Bethléem en 392, dont le titre et la structure sont empruntés à Eusèbe de Césarée.
Enfin, dans le domaine de l'hagiographie, il y a trois Vies de saints de sa plume : la Vie de saint Paul l'Ermite, la Vie de saint Malchus le Moine captif et la Vie de saint Hilarion.

## Correspondance

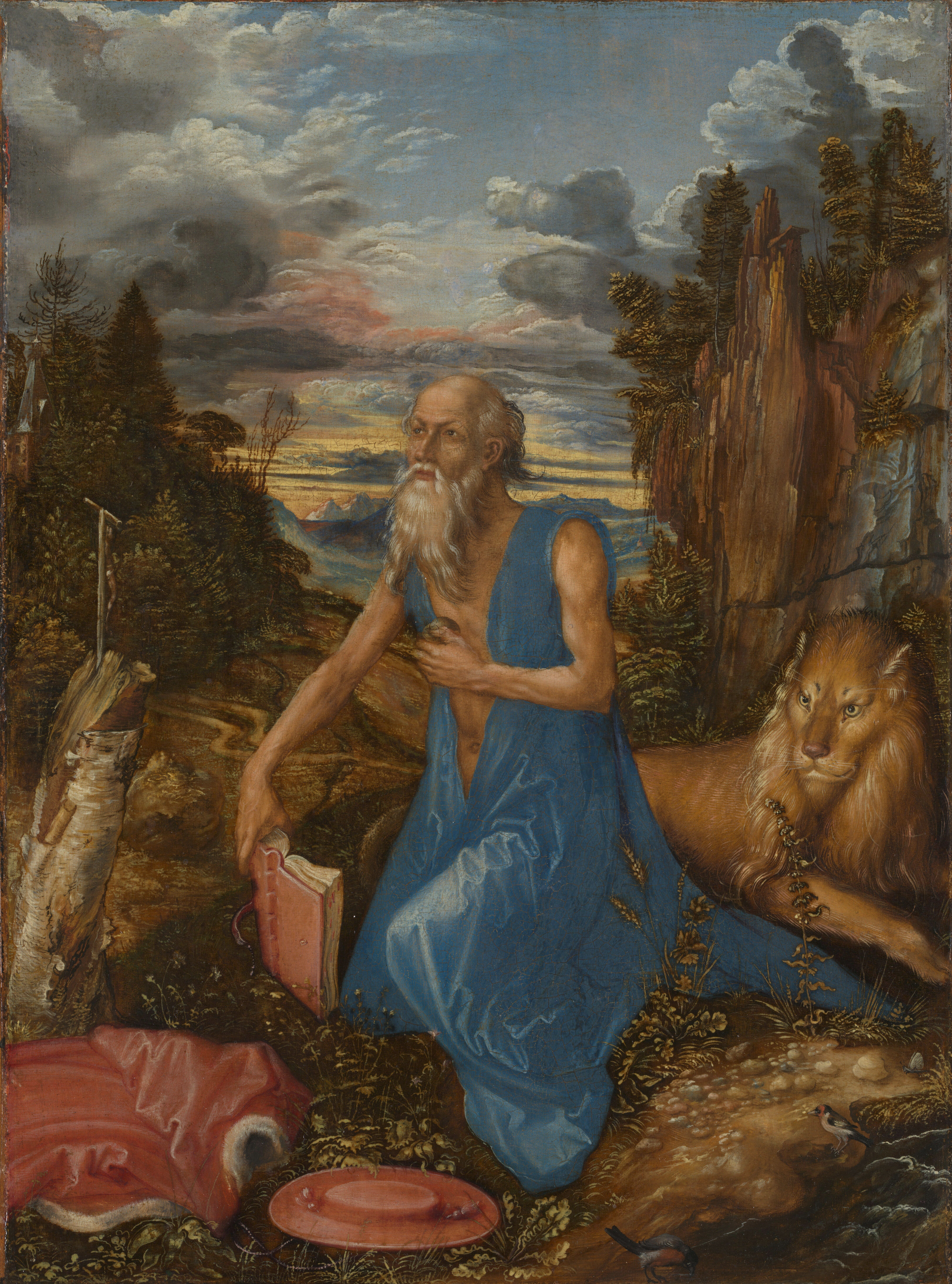
Saint Jérôme pénitent par Albrecht Dürer, 1496.

La correspondance de Jérôme constitue la partie la plus intéressante de son œuvre conservée (outre la traduction de la Bible), par la variété de la matière et la qualité du style. Aujourd'hui, 154 lettres sont identifiées comme étant écrites par Jérôme.
Les correspondances de Jérôme ont été rangées selon le moment de leur rédaction, alors que dans la majorité des cas les lettres sont rangées d'après leur moment de réception. Ce classement particulier permet de voir qu'une lettre d'Augustin d'Hippone est classée 56e alors même que Jérôme ne la recevra que dix ans plus tard. Jérôme a eu une correspondance avec de nombreuses personnes tout au long de sa vie. Ces lettres recouvrent différents types de sujets, comme des conseils spirituels, notamment des conseils qu'il donna par rapport à la vie ascétique qu'il mena.

Certaines lettres furent diffusées de manière plus importante ; elles portent principalement sur la vie consacrée féminine, comme la lettre 22 destinée à Eustochium Sur la virginité à conserver, ou masculine comme la lettre 52 Sur la vie des clercs,.

« Un estomac plein est à l'aise pour discuter du jeûne. Ce n'est pas d'avoir été à Jérusalem, mais d'avoir bien vécu à Jérusalem qui mérite louange. C'est à cette cité-là, oui, à cette cité-là, qu'il faut aspirer ; non pas à celle qui a tué les prophètes et versé le sang du Christ (Mt 23, 37), mais à celle que réjouit un fleuve impétueux (Ps 45, 5), à celle qui, juchée sur la montagne, ne saurait être cachée (Mt 5, 14), à celle que l'Apôtre Paul appelle la mère des saints (Ga 4, 26), où il se réjouit de posséder la citoyenneté avec les justes (Ph 3, 20) !

De l'époque d'Hadrien au règne de Constantin, pendant cent quatre-vingts ans environ, sur l'emplacement de la Résurrection, une image de Jupiter, sur le rocher de la croix, une statue en marbre de Vénus, dressées là par les païens, y recevaient un culte ; les auteurs de la persécution s'imaginaient qu'ils nous ôteraient la foi en la résurrection et en la croix parce qu'ils avaient souillé les lieux saints par leurs idoles.

Le vrai temple du Christ, c'est l'âme du croyant ; c'est elle qu'il faut orner, combler de présents ; en elle, accueille le Christ. De quoi servirait-il que des murailles rutilent de gemmes, si le Christ, en la personne d'un pauvre, meurt de faim ? »

— Jérôme de Stridon. Lettre 58, 2-3. 7, trad. J. Labourt, t. III. Les Belles Lettres, Paris, 1953, p. 75-77.

## Postérité

### Vénération et patronage

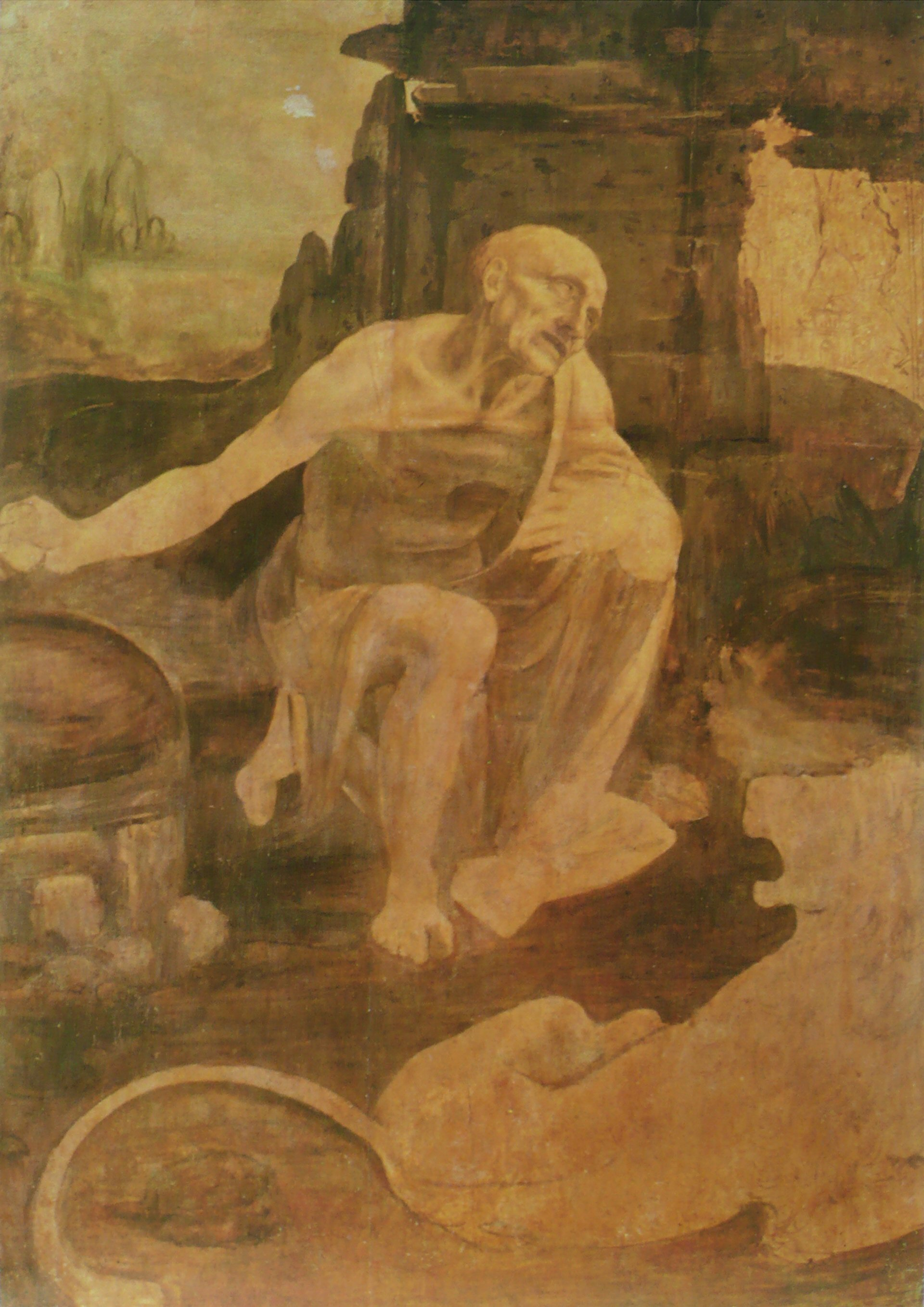
Saint Jérôme, Léonard de Vinci (1480).

Les chrétiens latins vénèrent Jérôme comme saint et le fêtent le 30 septembre.
Il est fêté le 15 juin par l'Église orthodoxe, date qui dans le calendrier julien, utilisé encore par cinq Églises orthodoxes, correspond actuellement au 28 juin du calendrier grégorien ou civil.
Dans l'Église catholique romaine, il est reconnu comme le saint patron des traducteurs, des archéologues, des archivistes, des bibliothécaires, des documentalistes, des étudiants, des docteurs, des pèlerins, des bibliothèques, des encyclopédistes, des écoles, des écoles bibliques. Le pape Boniface VIII décide de faire de Jérôme l'un des Docteurs de l'Église à la fin du XIIIe siècle, en même temps qu'Augustin d'Hippone, Ambroise de Milan et Grégoire le Grand.
Les écrits de Jérôme de Stridon, et notamment la Vulgate, sont reconnus au concile de Trente comme la version officielle de l'Église catholique romaine,. C'est une reconnaissance de Jérôme de Stridon, Valéry Larbaud affirmant que la Vulgate est « une des pierres angulaires de notre civilisation ».

L'ordre catholique des hiéronymites (ou « ermites de saint Jérôme ») est nommé en référence à lui.

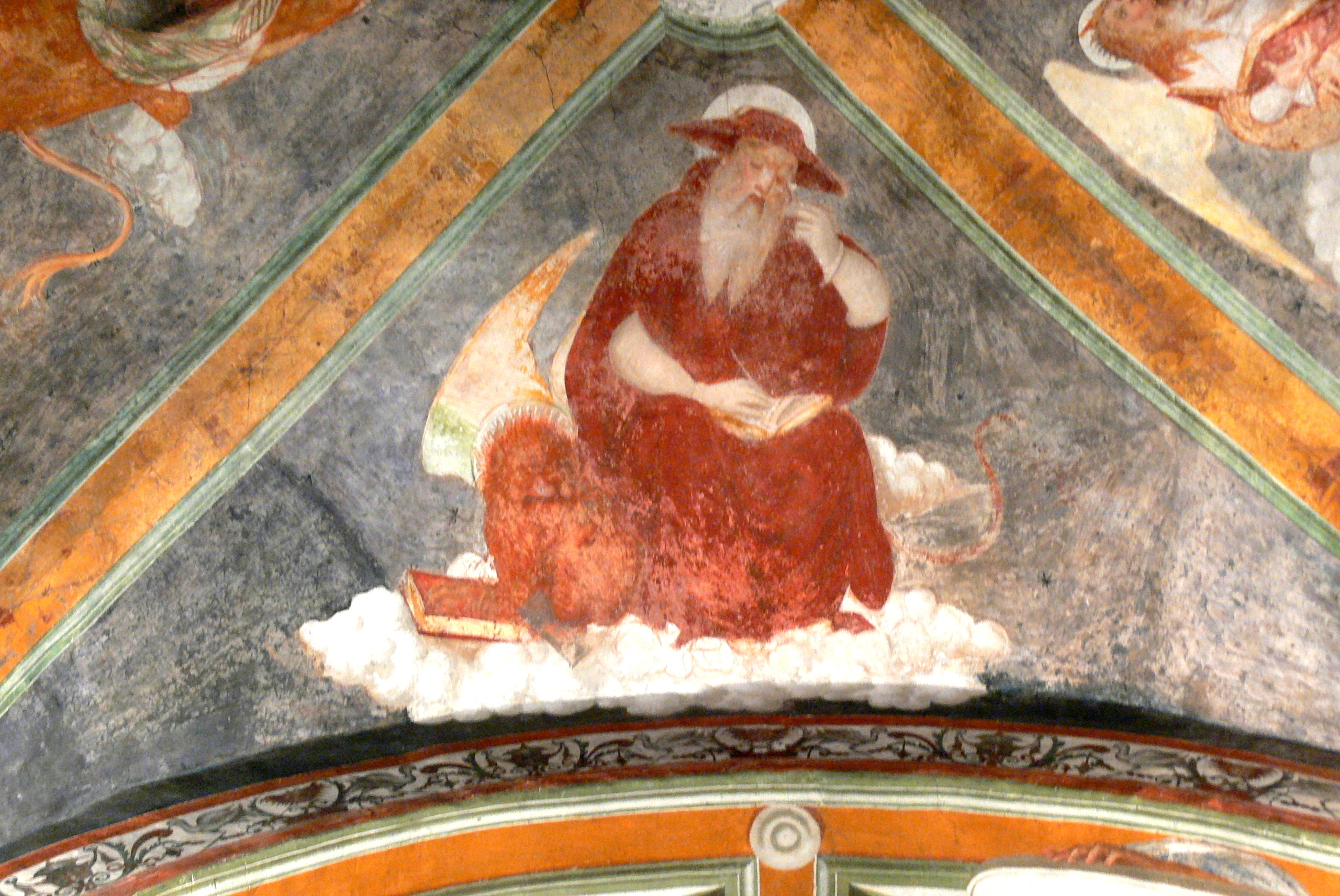
Basilique San Giulio (Piémont). Fresque (environ 1500) représentant Jérôme avec le lion de saint Marc.

### Représentations dans l'art
Les représentations de Jérôme de Stridon ont très vite été présentes dans l'art occidental. Dès le début du Moyen Âge, des représentations de Jérôme de Stridon étudiant la Bible figurent dans des ouvrages religieux. Ces représentations vont évoluer en s'appuyant sur des légendes qui se développent au cours du Moyen Âge.

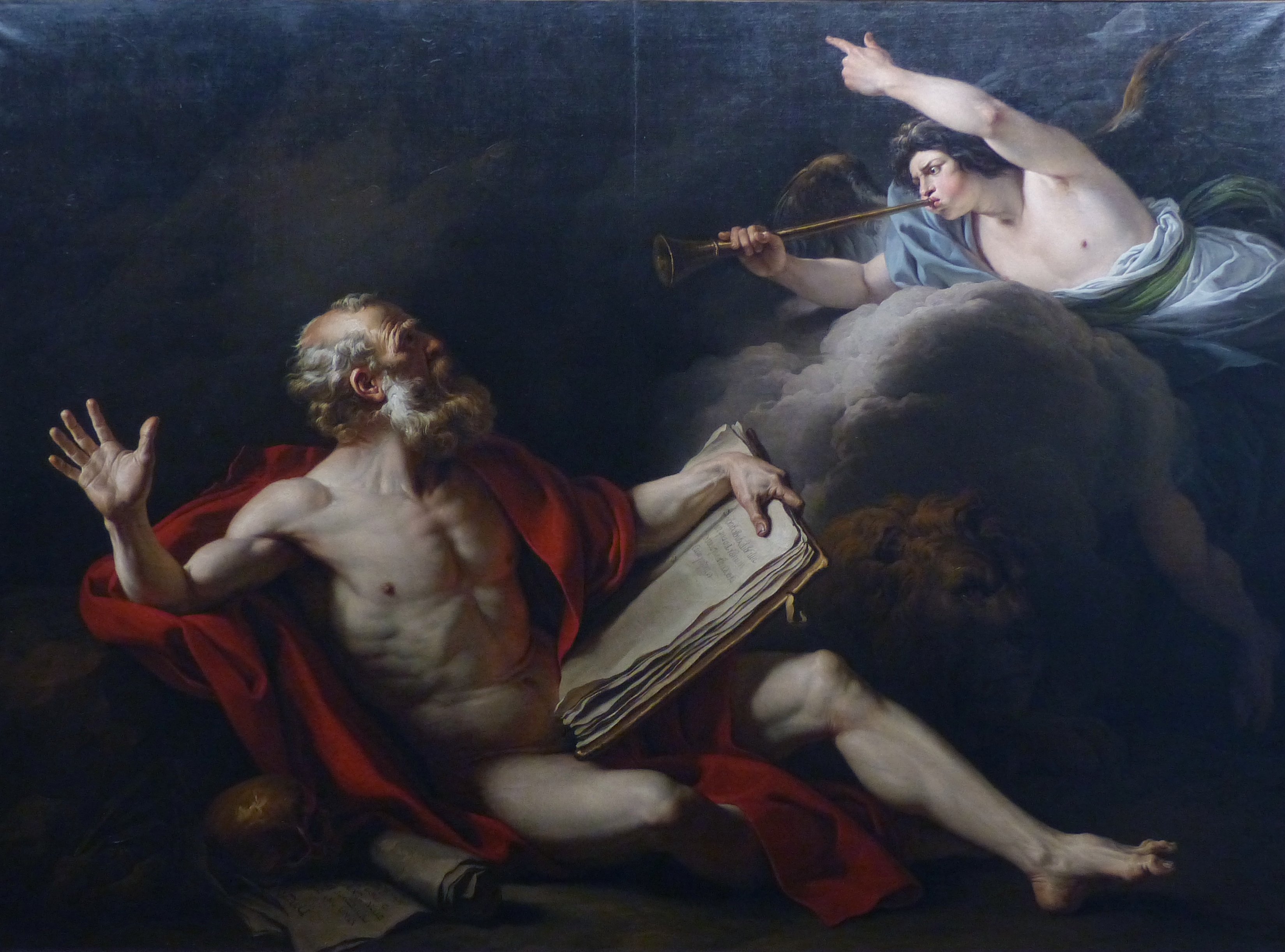
Saint Jérôme dans le désert écoutant la trompette du Jugement Dernier, par François-André Vincent (1776-1777), musée Fabre, Montpellier.

Prêtre romain, Jérôme est traditionnellement représenté en cardinal. Même lorsqu'il est figuré comme un anachorète avec une croix, un crâne et une Bible pour toute ornementation de sa cellule, il est souvent représenté avec un chapeau rouge ou un autre signe comme le manteau pourpre pour indiquer son rang de cardinal. Cette représentation est anachronique, puisque le cardinalat est créé vers l'an mille ; elle est due à la période romaine de Jérôme au cours de laquelle il est le secrétaire du pape Damase Ier,.

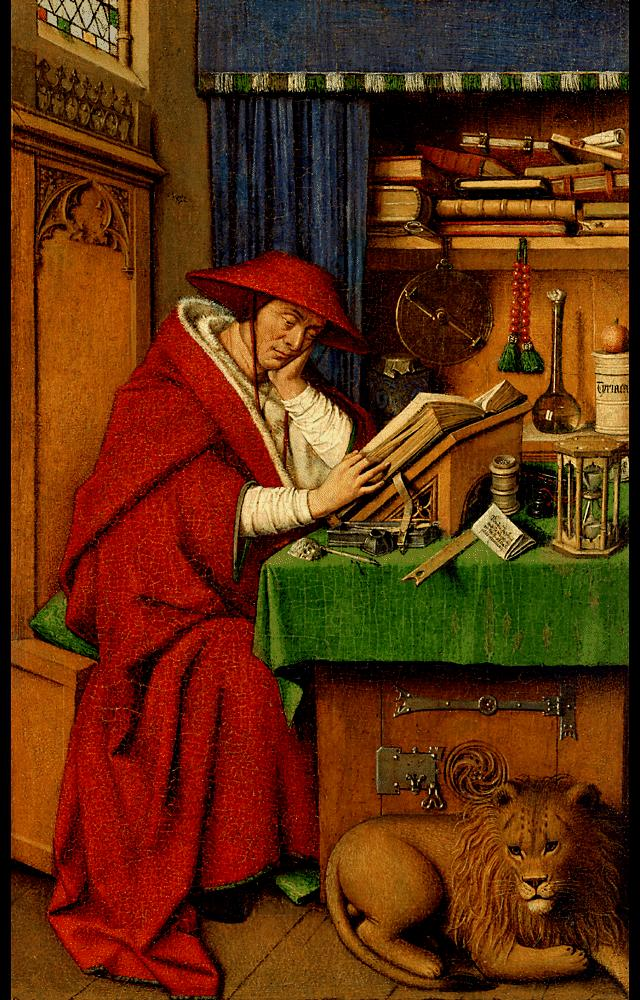
Saint Jérôme dans sa cellule, par Jan van Eyck (1442)

L'iconographie de Jérôme a fait souvent appel à sa légende : par exemple, sa pénitence au désert (Saint Jérôme, Léonard de Vinci (1480), La Pinacothèque, Vatican). L'ascétisme revendiqué par Jérôme conduit à des représentations dans le désert où il faisait pénitence avec des pierres, des fouets ou d'autres moyens de pénitence. Là encore les représentations sont anachroniques dans la mesure où Jérôme est souvent dépeint comme âgé lors de sa présence au désert, alors qu'il avait entre 25 et 30 ans à cette période. Une autre représentation courante le montre dans le désert, écoutant les trompettes du Jugement dernier,.
La Légende dorée développe des biographies souvent légendaires sur la vie des saints. Jérôme de Stridon en fait partie. Il aurait rencontré un lion blessé par une épine dans la patte, et ce lion (symbole du désert) aurait laissé Jérôme le soigner. La légende poursuit en affirmant que le lion serait devenu l'animal de compagnie de Jérôme, ce qui a conduit à de nombreuses représentations de Jérôme en compagnie d'un lion.

### Œuvres complètes
- Œuvres complètes de saint Jérôme renfermant le texte latin, traduites en français et annotées par l'abbé Bareille, 18 vol., 1878-1885. Détail :
- Œuvres, M. Benoît Matougues et M. L. Aimé-Martin (dir.), 1838
- Œuvres complètes de saint Jérôme : renfermant le texte latin soigneusement revu et les meilleures notes, LEN POD, 2017 (ISBN 978-2-338-56861-2)

### Éditions et traductions modernes
- Apologie contre Rufin (401-402), introduction, texte critique, traduction et index par Pierre Lardet, éditions du Cerf, coll. « Sources chrétiennes », 1983.
- Commentaire sur Jonas (In Ionam), introduction, texte critique, traduction et commentaire par Yves-Marie Duval, ouvrage publié avec le concours du Centre National des Lettres, éditions du Cerf, coll. « Sources chrétiennes », 1985.
- Commentaire sur saint Matthieu, tome I, Livres I-II, texte latin du Corpus Christianorum établi par D. Hurst et M. Adriaen, traduction, notes et index par Émile Bonnard, éditions du Cerf, coll. « Sources chrétiennes », 1978.
- Commentaire sur saint Matthieu, tome II, Livres III-IV, texte latin du Corpus Christianorum établi par D. Hurst et M. Adriaen, traduction, notes et index par Émile Bonnard, éditions du Cerf, coll. « Sources chrétiennes », 1979.
- Correspondance, texte et traduction de J. Labourt, 8 t, éditions Belles-Lettres, coll. « Collection des Universités de France », Paris.
- Débat entre un Luciférien et un Orthodoxe (Altercatio luciferiani et orthodoxi), introduction, texte critique, traduction, notes et index par Aline Canellis, éditions du Cerf, coll. « Sources chrétiennes », 2003.
- Dialogue contre les pélagiens (393), trad. M. L. Aimé-Martin, 1838 : Les erreurs de Pélage [lire en ligne].
- Homélies sur Marc, texte latin de dom Germain Morin (CCL 78), introduction, traduction et notes par Jean-Louis Gourdain, éditions du Cerf, coll. « Sources chrétiennes », 2005.
- Trois vies de moines (Paul, Malchus, Hilarion), introduction par Pierre Leclerc, Edgardo Martín Morales, Adalbert de Vogüé (abbaye de la Pierre-qui-Vire), texte critique par Edgardo M. Morales (Séminaire de Tucumán, Argentine) – Traduction par Pierre Leclerc, notes de la traduction par Edgardo M. Morales et Pierre Leclerc, éditions du Cerf, coll. « Sources chrétiennes », 2007.
- Aline Canellis (dir.) et al. (trad. du latin), Jérôme : Préfaces aux livres de la Bible, Abbevile, Éditions du Cerf, coll. « Sources Chrétiennes » (no 592), 2017, 530 p. (ISBN 978-2-204-12618-2)
- Severus (Bp of Nastaruwah ) (trad. Texte arabe. Publ. avec une trad. et des notes, par J.-J.-L. Bargès), Homélie Sur St. Marc : Apôtre et Évangéliste, Wentworth Press, 2018, 472 p. (ISBN 978-0-3411-6898-0)
- Jérôme et Regis Courtray (Traduction) (trad. du latin), Commentaire sur Daniel, Paris/80-Abbeville, Les éditions du Cerf, 2019, 622 p. (ISBN 978-2-2041-3013-4).

### Études sur Jérôme de Stridon
- Lettres croisées de Jérôme et Augustin, traduites, présentées et annotées par Carole Fry, Éditions Migne et Belles lettres, 2010.
- Yvon Bodin, Saint Jérôme et l'Église, Paris (France), Beauchesne, coll. « Théologie historique no 6 », 1966.
- Régine Pernoud et Madeleine Pernoud, Saint Jérôme, Monaco, Rocher, coll. « Régine Pernoud », mars 1996, 83 p. (ISBN 2-268-02228-5).
- Pierre Maraval, Petite vie de Saint Jérôme, Paris (France), Éditions Desclée de Brouwer, 1995 (réimpr. 1998), 136 p. (ISBN 2-220-03572-7).
- Patrick Laurence, Jérôme et le nouvel modèle féminin. La conversion à la vie parfaite, Paris (France), Institut des études augustiniennes, 1997.
- Pierre Jay, Jérôme, lecteur de l'Ecriture, Paris (France), Éditions du Cerf, coll. « Cahier Évangile, Supplément 104 », 1998, 75 p.
- Jean Paris, Saint Jérôme, Paris, Regard, coll. « L'Art du regard », 1999, 80 p. (ISBN 2-84105-107-2).
- Benoît Jeanjean, Saint Jérôme et l'hérésie, Paris, Institut d'études augustiniennes, coll. « Collection des études augustiniennes, numéro 161 », mars 1999, 490 p. (ISBN 2-85121-172-2).
- Sandrine Willems, Saint Jérôme et le lion, Leuven (Belgique), Les impressions nouvelles, coll. « Les petits dieux », avril 2002, 60 p. (ISBN 2-906131-44-X, lire en ligne).
- Anne Bernet, Saint Jérôme, Etampes (Essonne), Clovis, juillet 2002, 550 p. (ISBN 2-912642-76-0).
- Alain Le Ninèze, La Controverse de Bethléem : de l'Évangile à la Vulgate, Arles (Bouches-du-Rhône), Actes Sud, octobre 2009, 110 p. (ISBN 978-2-7427-8606-0).
- Philippe Henne, Saint Jérôme, Monts (France), Éditions du Cerf, coll. « Histoire », octobre 2009, 323 p. (ISBN 978-2-204-08951-7).
- Lucrece Luciani, Le Démon de Saint Jérôme, Paris, La Bibliothèque, coll. « Les billets de la bibliothèque », 2018, 144 p. (ISBN 978-2-909688-89-3)